# Slovenské národní povstání
Slovenské národní povstání (známé také pod zkratkou SNP, slovensky Slovenské národné povstanie) bylo ozbrojené vystoupení protifašistických sil na území Slovenska v druhé světové válce a představuje jednu ze zásadních a nejvýznamnějších událostí československých dějin. Společně s Varšavským povstáním patří k největším ozbrojeným vystoupením proti nacismu v Evropě. V relativně krátkém čase je jeho dramatický vývoj prosycen četnými politickými změnami způsobenými zevnitř i z vnějšku.
Hlavními veliteli povstání byli generálové Rudolf Viest a Ján Golian. Centrem povstaleckého území se stala Banská Bystrica. Po jejím obsazení německými silami 27. října 1944 přešla menší část povstalců se svými základnami roztroušenými v pohořích středního Slovenska (Nízké Tatry, Velká Fatra, Javorníky, Kremnické vrchy, Slovenské rudohoří aj.) do partyzánské války. V SNP bojovalo, kromě Slováků, také více než 2000 Čechů. Dále v něm bojovali Poláci, Rumuni, Rusíni, Ukrajinci, Francouzi, Bulhaři, Jugoslávci a další. Významnou podporou povstání byly letecké výsadky partyzánů a vojáků z Kyjeva a z Moskvy. Povstání bylo podporováno i leteckými dodávkami materiálu, hlavně ze SSSR, v menší míře i od západních spojenců.

## Situace na Slovensku před SNP

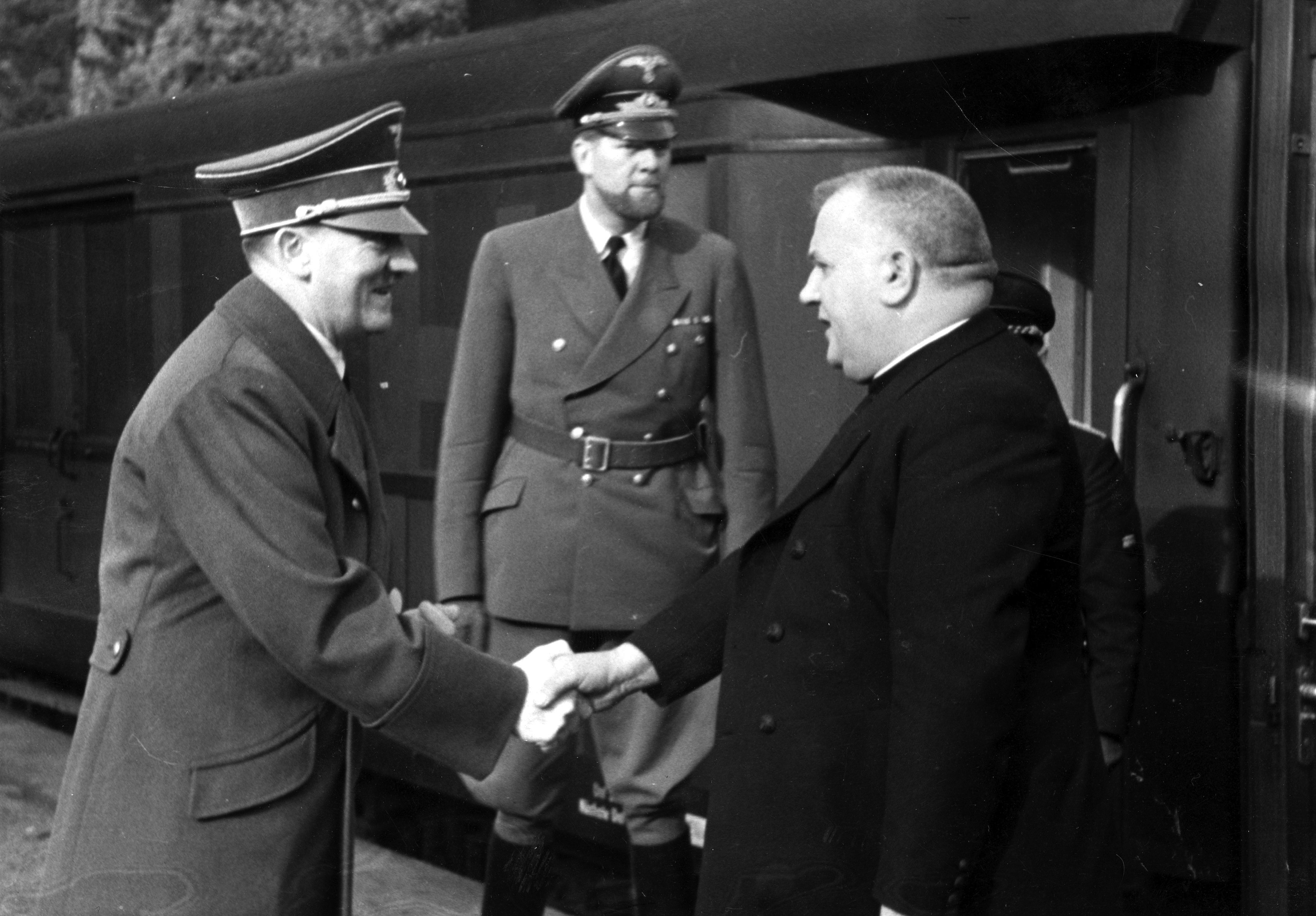
Tiso při návštěvě Hitlera v Berlíně, říjen 1941

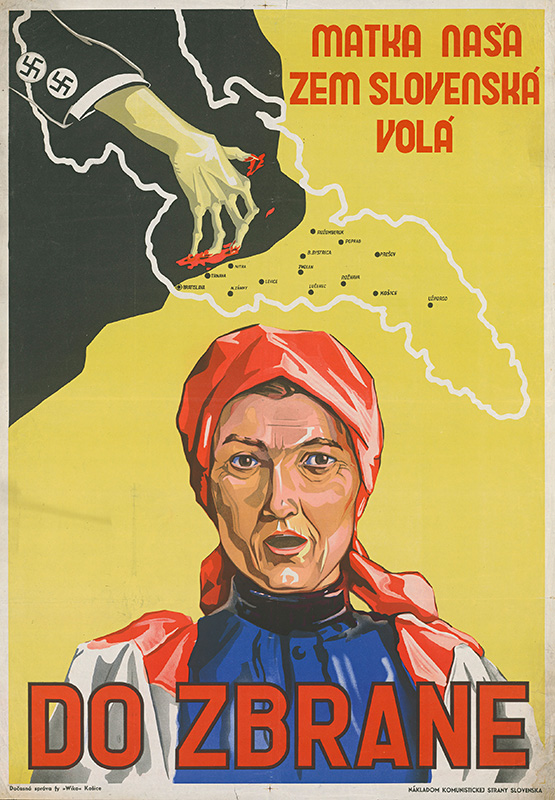
Propagační protiněmecký plakát

Již po zapojení Slovenské armády v operaci Barbarossa, se začaly názory na propojení Slovenska s fašismem ve společnosti pomalu měnit. Veřejné mínění ovlivnila především svědectví slovenských vojáků, kteří se vraceli z východní fronty a byli nejen svědky, ale i účastníky protipartyzánských akcí a masakrů bezbranného civilního obyvatelstva. Další posun v názoru Slováků nastal od německé katastrofy u Stalingradu, během zlomového roku 1943 a po zásadních porážkách nacistického Německa a jeho spojenců v Africe, v Atlantiku a Tichomoří. Otevřením druhé fronty v Itálii a dalšími neúspěchy na všech bojištích, dezerce slovenských vojáků pokračovaly. Po vítězství Rudé armády u Smolenska, gigantické bitvě na Dněpru a zisku Kyjeva počátkem listopadu, nebylo o porážce nacistů již pochyb, což potvrdila Teheránská konference. Názorově a filozoficky velmi různorodé politické strany a hnutí na Slovensku začaly uvažovat o dalším osudu země. Postupně převážil názor, že není možné pasivně čekat na konec války, a že je třeba připravit akci, která by nejen napomohla postupu Rudé armády, ale likvidovala i ostudné spojení Slovenského státu s nacisty a tím se pokusila rehabilitovat slovenský národ. Demokratický odboj reprezentovali zejména bývalí vládní agrárníci, doplnění méně četnými odbojáři z řad národních socialistů, živnostníků a ostatních malých nelidových stran. Jejich cílem bylo obnovení původního Československa, ale se zachováním větší či menší samosprávy Slovenska. Občansko-demokratický odboj byl nejpočetnější, i když více roztříštěný na množství odbojových skupin jako sociálně-demokratický či nejorganizovanější komunistický odboj. Nejvýznamnějšími skupinami byla Obrana národa, skupina Jana Lichnera, Justice, Demec, Flora, skupina Vavra Šrobára, skupina Jána Ursínyho a Jozefa Lettricha.  Komunistický odboj byl nejvíce jednotný, pevně organizovaný a značně aktivní zejména od léta 1943 po příchodu Karla Šmidkeho, Gustáva Husáka a Ladislava Novomeského. Bývalí davisté zdůrazňovali v politické rovině především sociální (znárodňování) a národní motiv (rovnocenné postavení Čechů a Slováků). Zasloužili se také o sjednocení sociální demokracie a komunistické strany. Husák v souvislosti se spory s nekomunistickými představiteli povstání napsal: "Lidi třeba hodnotit ve vývoji, v konkrétních etapách činnosti. Život je dynamický, plný změn, a proto i fakta ze života lidí, které posuzujeme, třeba dávat do dobových souvislostí. Nejlépe se mi dělalo s Lettrichem. Nebyli jsme ve všem jednotní, ale dokázali jsme se shodnout. Dobré vztahy jsme měli i s Laušmanem. Po sjednocovacím sjezdu KSS a sociální demokracie mi dokonce řekl, že po válce se i oni v Čechách musí sjednotit s komunisty. S prezidentem jsme chtěli vycházet dobře, proto jsem podporoval zvolení Šrobára za jednoho z předsedů povstalecké SNR. Pred povstáním jsem se se Šrobárem nesetkal, za povstání působil loajálně, vážil jsem si ho. Po osvobození se naše politické cesty rozešly." Husák o povstání napsal práci Svědectví o Slovenském národním povstání.
Novomeský o politické rovině povstání napsal: "Vianočná dohoda o SNR, SNP, ¾ ročná partizánska vojna, potom obnovenie republiky, Košický vládny program a všetky nemenované rozhodujúce články nášho dramatického politického a spoločenského vývoja nemali a nemajú iný zmysel než boj o nové Slovensko.. ..v našom živote podľa predstáv a programov osnovaných ešte pred začatím ozbrojeného zápasu nemali byť iba ľudia pri správe verejných vecí, ako to konečne plynie i z Vianočnej dohody o SNR, ale nové mali byť i zriadenia, inštitúcie, nový mal byť prístup k problémom aj metódy práce."
Vojenský převrat měl být zahájen, až se přiblíží Rudá armáda, posléze měli vojáci dvou pěších divizí slovenské Polní armády, bránících linii na východním Slovensku, navázat styk se sovětskými vojsky a umožnit jim přechod přes komplikovaný terén Karpat, přinejmenším na střední Slovensko. Zápolní armáda by chránila prostor středního Slovenska. Sovětská vojska by tak vpadla do týlu německých vojsk ve východních Karpatech, čímž by narušila zázemí bojující německé 1. tankové armády a 1. královské maďarské armády. Obyvatelé a území Slovenska by tím byli výrazně ušetřeni hrůz války. Za příznivých okolností se mělo povstání rozšířit na Valašsko a posléze na celou východní Moravu. Obsazením komunikací a průmyslové Ostravy by došlo k ochromení týlu německých vojsk a Československo by tak zásadním způsobem přispělo k porážce Německa.

## Benešova koncepce přípravy SNP

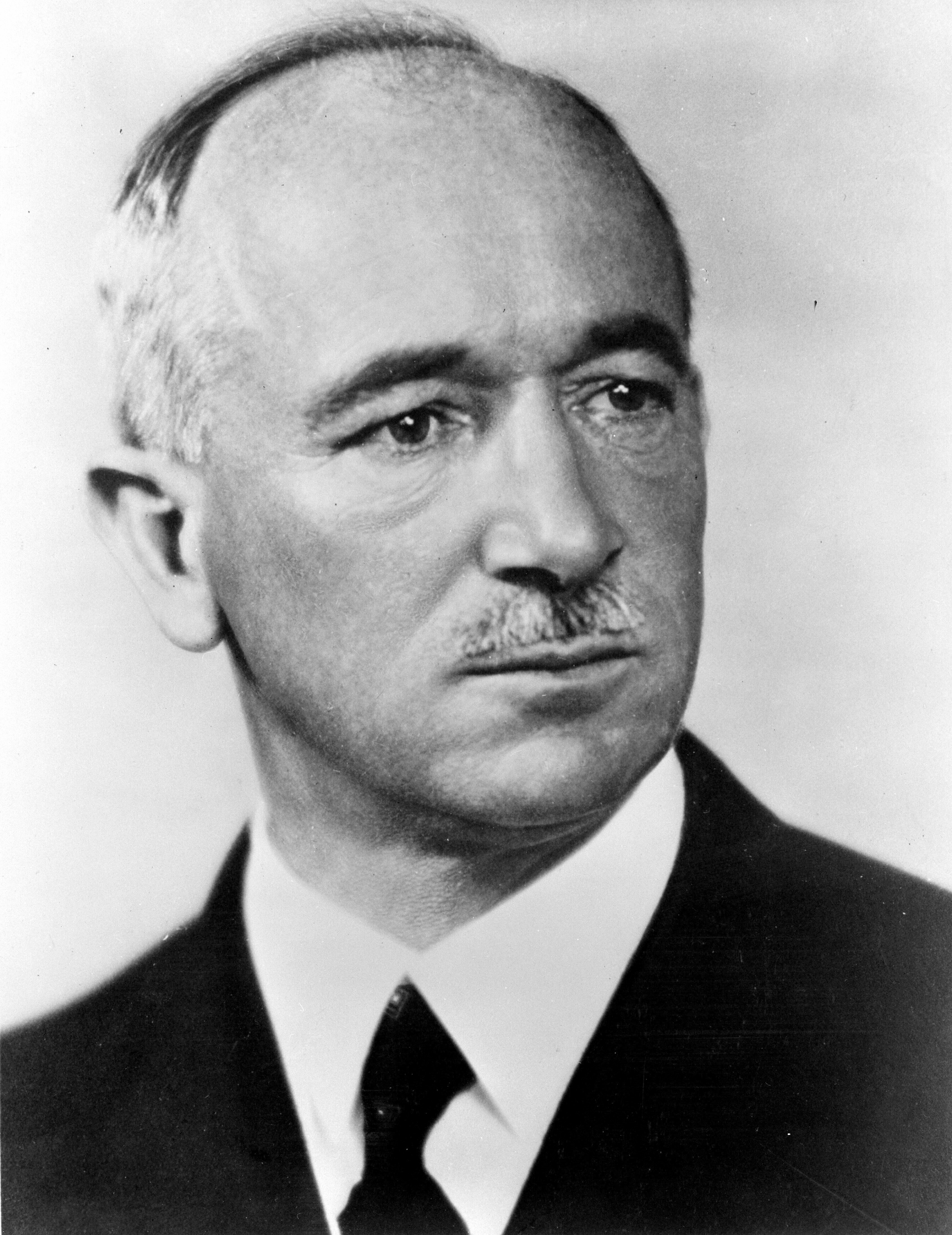
Edvard Beneš

Obnovu československého státu začala exilová Benešova vláda připravovat po negaci Mnichovské dohody Velkou Británií. Předběžná jednání se západními spojenci o vojenskou pomoc Slovenskému povstání začaly koncem roku 1942. Dne 10. února 1943 zaslala slovenská demokratická skupina Flóra Benešovi “Memorandum”, že bojuje za obnovu Československa, je proti autonomii Slovenska a navrhuje řešení otázek v ČSR v duchu “jednoty československého národa.” Prezident Beneš 20. února 1943 žádal slovenské odbojáře, aby objasňovali slovenské veřejnosti nepříznivé postavení, do kterého se slovenský lid v očích demokratického a kulturního světa dostal. Jedině boj čs. emigrace za obnovu ČSR „zachrání Slovensko a Slováky, aby nebyli pokládáni na konci války za poražený národ“. V česky a slovensky proneseném rozhlasovém projevu ze dne 13. března 1943 ke Slovákům je čs. prezident vyzval, aby potírali Tisův klerofašistický režim a podporovali osvobozenecké úsilí spojenců. Zároveň upozornil na možné další slovenské územní ztráty v případě, že v Maďarsku vypukne protifašistický převrat dříve než na Slovensku. Československu mohly být způsobeny vážné územní ztráty od Maďarskem uchvácených oblastí, až po celé Slovensko. Z těchto důvodů mělo pro čs. vládu povstání na Slovensku mimořádný mezinárodně politický význam. Povstalecké vystoupení mělo před celým světem stvrdit slovenskou negaci 14. března 1939. Edvard Beneš uvedl: „Nikde ve světe nevezme nikdo ani v úvahu, že by snad Slovensko mohlo býti odloučeno od zemí českých, nebo že by se snad mohlo počítat s nějakou federací v nichž by Slovensko bylo samostatnou částí.”
Benešova politika však uvízla na mrtvém bodě, když Britové odmítli vyčlenit síly čs. letectva pro připravovanou akci, a proto se v květnu 1943 Edvard Beneš obrátil o pomoc na USA. Žádal o přepravu vojenského materiálu a osob před vypuknutím povstání, stejně jako přepravu 1000 čs. vojáků na povstalecké území a podpůrný zásah výsadkářů a amerického letectva. V první polovině roku 1943, kdy úvahy o možné Československo-sovětské spojenecké smlouvě byly v plném proudu, zasáhl do československých žádostí o vojenskou pomoc Sovětský svaz. Z vlastní iniciativy nabídl čs. vojenským činitelům pomoc. Na tyto sovětské podněty čs. ministerstvo národní obrany nereagovalo, neboť stále počítalo s britskou pomocí.
Protože se však britský zdrženlivý postoj v pomoci povstání nepodařilo zvrátit, byla od července a srpna 1943 zahájena jednání se SSSR. Ministerstvo obrany předalo sovětské vládě a sovětskému velení kompletní vojenské podklady o slovenské armádě a požádalo je, aby zpracovalo vojenský plán osvobození Slovenska. Náčelník čs. vojenské mise v Moskvě generál Píka tento návrh znovu předložil představitelům sovětské armády ještě v březnu 1944. Sovětská vojenská pomoc měla být směrována především na podporu předpokládaného povstání na Slovensku, později i pro české země. Zdůrazňovala se potřeba dodat do Československa během pěti dnů od vzniku povstání výzbroj pro 50 000–70 000 mužů. Dne 14. října 1943 hlásil čs. vyslanec v SSSR Zdeněk Fierlinger do Londýna, že sovětská vláda poskytne maximální podporu. Plukovník Heliodor Píka 12. listopadu 1943 hlásil Ingrovi : „Dostane se nám plné podpory, množství a druhy zbraní budou připraveny podle našeho plánu jak před tak během operace.“ Beneš obdržel od Stalina osobní slib, že sovětská armáda poskytne připravovanému čs. vystoupení na Slovensku maximální pomoc. Sovětská vláda požádala Beneše, aby uvolnil pro operaci 150 čs. důstojníků. Spokojený Beneš slíbil Stalinovi, že zaktivizuje zahraniční odboj a povstání bude mít mezinárodní charakter a přesah.
Dne 25. listopadu 1943 čs. vláda vydala první plán na vojenské povstalecké vystoupení na Slovensku – nastolení československé svrchovanosti. Povstání mělo proběhnout nejpozději při kapitulaci Maďarska, nebo pádu Německa. Dne 12. prosince byla podepsána čs. sovětská smlouva o vzájemné pomoci a poválečné spolupráci, kterou si Beneš podmínil tím, že se Sovětský svaz nebude vměšovat do vnitřních politických záležitostí Československa. Před Vánocemi 1943 byla v Bratislavě podepsána tzv. Vánoční dohoda, která měla sjednotit všechny demokratické strany a hnutí, ľuďácké i levicové strany a komunisty. Vznikla tak Slovenská národní rada, která se stala vůdčím orgánem přípravy a vedení povstání a byla předurčena k převzetí politické moci na Slovensku po svržení vlády Jozefa Tisa.

Dne 3. února 1944 Beneš ve zmíněném projevu ve Státní radě v souvislosti s přípravou povstání již mohl konstatovat, že současný vývoj na Slovensku jej naplnil „přímo nečekaným uspokojením“. Ani po podpisu Vánoční dohody nebyl odboj na Slovensku jednotný. Šéf zpravodajského oddělení ministerstva národní obrany čs. vlády v Londýně plukovník František Moravec vyslal 20. března do Moskvy kpt. Jaroslava Krátkého (operace Karas), aby urovnal spory v nejednotném slovenském odboji. Zároveň jej pověřil úkolem zorganizovat na Slovensku vojenské odbojové centrum a navázat přímé rádiové spojení s Londýnem. Jedním z tajných poselství předaných představitelům slovenského odboje bylo základní prohlášení: 
„Buď Slovensko a slovenský národ vystoupí vojenskou akcí proti fašismu, nebo bude po válce Slovensko hodnoceno jako poražený národ hitlerovské koalice!“

## Slovenské vojenské ústředí

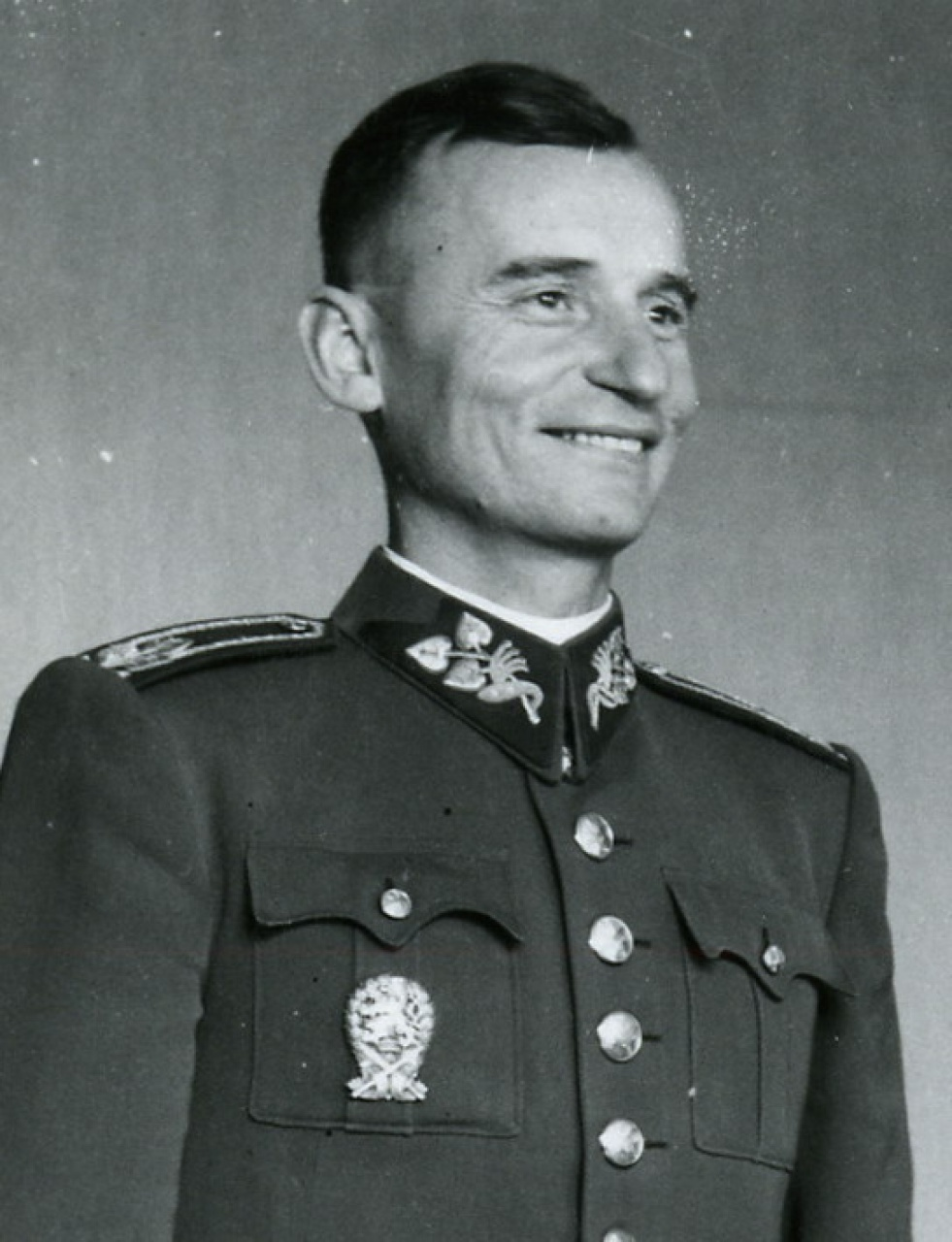
Ján Golian, jeden z hlavních organizátorů a velitel povstaleckých sil

Během března a dubna 1944 štáb pro vybudování branné moci při ministerstvu národní obrany dokončil obecné směrnice pro vojenskou akci na Slovensku. Pro plány vojenského povstání, řízeného londýnským ministerstvem obrany, se podařilo získat skupinu slovenských důstojníků. Významnými byli pplk. Ján Golian, mjr. Július Nosko, kpt. Milan Polák, mjr. Jozef Marko, kpt. Mikuláš Ferjenčík, mjr. Anton Cyprich. Mezi významné měli patřit také velitelé východní armády plk. gšt. Viliam Talský náčelník štábu pplk. František Urban pplk. Mikuláš Markus pplk. Jozef Husár. Styčným důstojníkem pro Londýn byl zpočátku kpt. Jaroslav Krátký. Teoreticky se počítalo také s využitím plk. Jana Imra, který velel slovenským týlovým jednotkám na východní frontě a především zkušeností gen. Štefana Jurecha velitele slovenské Rychlé divize. Toho Golian již v únoru navrhl jako velitele povstání. Exilový ministr obrany Sergej Ingr později tento návrh zřejmě z politických důvodů zamítl. Konspirativní Slovenské vojenské ústředí pracovalo v budově Velitelství pozemního vojska v Banské Bystrici. K definitivnímu ustanovení vojenského a politického vedení povstání došlo 14. května, kdy byl pplk. gšt. Golian jako velitel Slovenského vojenského ústředí (SVÚ) pověřen Benešem k vedení vojenských akcí na Slovensku. Jeho zástupcem a náčelníkem štábu se stal mjr. Julius Nosko, náčelníkem operačního oddělení byl plk. Karol Pekník, velitelem letectva mjr. Jozef Tóth, velitelem zbrojní správy a dělostřelectva pplk. Jakub Hluchý. Od 3. září byl vrchním exilovým velitelem nový ministr obrany gen. Rudolf Viest. Vedení KSS schválilo určené důstojníky s požadavkem absolutní podřízenosti SNR. Bez ohledu na pověření z Londýna tak SNR ovládaná komunisty, sociálními demokraty a nacionalisty, převzala politicky vedení dalších příprav.

## Plán povstání
Slovenské vojenské ústředí zpracovalo vojenský plán povstání, který byl schválen Slovenskou národní radou:
- 1. SNR a Vojenská rada zvolí okamžik povstání po dohodě a v koordinaci s postupem Rudé armády.
- 2. Do Sovětského svazu je nutné vyslat delegaci, která by součinnost s vojenskými a politickými orgány Sovětského svazu dohodla.
- 3. Pokud začnou Němci přesunovat svoje jednotky na Slovensko, bude povstání zahájeno i bez předběžné dohody s Rudou armádou.[21]

SNR však neměla spojení s Moskvou a letadlo pro vojenskou misi proto měla zajistit Vojenská rada. Jako delegáti byli určeni Karol Šmidke a generál Štefan Jurech , avšak odlet jejich letadla 9. července byl Golianem odvolán, neboť pilot nebyl vycvičen pro noční lety.
Dne 29. července projednalo Slovenské vojenské ústředí se SNR podrobný plán povstání:
- 1. Polní armáda (2 pěší divize na východním Slovensku) v součinnosti s ruskou armádou uvolní této armádě přechody na Slovensko.
- 2. Armáda v zápolí (vojsko v mírových posádkách, asi 10 tisíc mužů) se soustředí na středním Slovensku, kde vyhlédnutý prostor zajistí. V mírových posádkách zanechá slabší jednotky, které: a – vykonají převrat a mobilizaci, b – zajistí klid a bezpečnost zápolí, c – doplní armádu v poli na 2 pěší divize, d – zřídí partyzánské oddíly.
- 3. Armáda v zápolí po doplnění pomůže polní armádě, se kterou se spojí v jednu a která s Rusy dokončí porážku Němců.[24]

Soustřeďování zásob na středním Slovensku se začalo provádět pod různými záminkami. Do Banské Bystrice se přesunulo 1 300 m3 pohonných hmot, některých zbraní, munice a různý vojenský materiál. Guvernér Slovenské národní banky Imrich Karvaš převedl do Bystrice značnou část financí z Bratislavy, včetně zlatého pokladu a zajistil zásoby potravin pro střední Slovensko na tři měsíce. Vzhledem ke zdrženlivosti sovětů při přípravě povstání požádal Sergej Ingr o pomoc Velkou Británii. Ta jeho žádosti již 8. března částečně vyhověla a na základě žádosti SVÚ bylo uvolněno 32 tun vojenského materiálu z Itálie pro několik těžkých bombardérů. Dodávku zbraní si však britská strana koncem července překvapivě podmínila souhlasem Sovětů.

## Čatlošův plán
Další odlet delegace SNR byl naplánován na 2. srpna. Do složitého a dramatického politického zápasu přišel další nečekaný impuls. Slovenský ministr obrany gen. Ferdinand Čatloš od konce roku 1943 pracoval na organizaci vlastního státního převratu, když na jaře 1944 dokončil vznik Východoslovenské armády (VSA). Čatloš se několikrát pokusil prezidenta Tisa přesvědčit jako voják, že Německo nemůže válku vyhrát a je zapotřebí, aby stejně tak jako jiní němečtí spojenci hledali cestu k uzavření separátního míru. Prezident Tiso mu však sdělil, že dal Hitlerovi své čestné slovo a nemůže jej zradit a dát mu tak zákeřnou ránu do týlu. Když Čatloš zjistil, že prezidenta nepůjde přesvědčit, začal jednat na vlastní pěst. V této souvislosti pověřil 12. července přednostu zpravodajského oddělení MNO kpt. Jána Juraje Staneka přísně tajným úkolem zaměřit vojenskou rozvědku proti Německu a hledat kontakty s opozicí. Přitom mu fingovaně naznačil, že postupuje se souhlasem prezidenta Tisa. Staňkovi se podařilo navázat kontakt s opozicí již dříve a v Bratislavě se několikrát zúčastnil porad s Golianem, Veselem, Ferjenčíkem a Kalinou. O situaci na vojenském ústředí v Banské Bystrici a hlavní úloze Goliana však nevěděl. Dne 28. července 1944 Čatloš seznámil kpt. Jána Juraje Staneka se svými úmysly a pověřil ho, aby neprodleně jednal. Staněk se iniciativně chopil úkolu a zaktivoval další kolegy npor. Tomečka a npor. Lisého. Rádiové spojení s Moskvou se jim ale nepodařilo získat, nicméně navázali kontakt s kpt. Lipkou, který slíbil spojení s opozicí. Vůbec ale netušili, že Lipka je sympatizant komunistů. K.Šmidke a G.Husák bez nejmenšího zaváhání rozhodli, že F.Čatloše využijí pro vlastní cíle. Pravděpodobně 30. července došlo k první schůzce Staneka s komunisty, přičemž Stanek slíbil svoji loajalitu výhradně jim. Na dalším setkání 31. července se už mluvilo o zajištění odletu Čatlošova kurýra do SSSR. G.Husák přitom J.Staneka požádal, aby s ním mohl odcestovat i K.Šmidke. KSS chtěla tímto způsobem navázat přímé spojení s Moskvou a obejít své „buržoazní partnery“ ve Slovenské národní radě a vojenského ústředí. V ten samý den 31. července kpt. J.Stanek svolal mimořádnou poradu svých zpravodajských důstojníků, kterým oznámil, že „Čatloš vyšle svého kurýra do Sovětského svazu, aby navázal spojení s Rudou armádou a informoval ji o plánu svého převratu.“ J.Stanek ale nevěděl, že se mezi přítomnými nachází Golianův blízký důvěrník a přednosta zpravodajského oddělení na Velitelství pozemního vojska npor. Jan Koreck.
Dne 1. srpna natěšený slovenský ministr obrany Ferdinand Čatloš, svolal do budovy MNO své nejbližší spolupracovníky – gen. Augustína Malára, plk. gšt. Viliama Talského, mjr. Mikuláše Lisického a kpt. gšt. Jána Juraje Staneka. Dohodli se, že 4. srpna 1944 vyšlou do Moskvy letadlo, v němž Lisický předloží ministrův plán převratu, známý jako Čatlošovo memorandum. Slovenský ministr nár.obrany byl stejně jako komunisté přesvědčen, že se mu podaří navázat přímý kontakt se Sověty. F.Čatloš ve svém politicko-vojenské plánu navrhl v podstatě totéž co Vojenské ústředí. Využití Východoslovenské armády gen Augustina Malára k uvolnění karpatských průsmyků Rudé armádě, svržení prez.J.Tisa a Tukovy vlády vojenským převratem a nastolení dočasné vojenské diktatury. Slíbil vyhlášení války Maďarsku, rozvinutí útoku směrem na Vídeň a jižní Moravu a zachránit tak samostatnost Slovenska. Ján Golian s Janem Koreckým a Jaroslavem Krátkým usoudili, že Benešův plán povstání je ohrožen, a proto ihned informovali Londýn. Dne 2. srpna v poledne vyslalo ilegální Vojenské ústředí ze zpravodajského oddělení misi npor. Jana Koreckého s vojenským plánem do Moskvy. Součástí mise měl být i Karol Šmidke, ale pilot jej nechal na letišti. Šmidke s Husákem neměli možnost záležitost konzultovat s Moskvou, protože neměli žádné rádiové spojení. Dne 4. srpna netrpělivý Čatloš ráno rychle sepsal svůj politický plán a poskytl komunistům slíbené letadlo, které odletělo do Moskvy nejen se K.Šmidkem, ale i s Golianovým spolupracovníkem kpt. M.Ferjenčíkem. Ten samý den čs. exilová vláda vydala nařízení Vojenskému ústředí a svým zástupcům v Moskvě zejména gen. Heliodoru Píkovi, aby odmítli jakékoliv návrhy ze strany vlády Slovenského štátu. O Slovenskou armádu se tak strhl politický boj tří různých stran. Slovenských komunistů (KS Slovenska), kteří ovládli s levicovými sociálními demokraty Slovenskou národní radu, Čechoslováků hlásící se k Benešovi a Sovětů zastoupených partyzány.
Šmidkeho mise vyslaná z Banské Bystrice dne 4. srpna 1944 byla po příletu do Moskvy izolována a hlídána strážemi NKVD, které zabránily setkání s oficiálními vyslanci čs. vlády v Moskvě. Až v polovině srpna jim byl umožněn omezený kontakt, avšak pod přísným dohledem sovětské rozvědky. Jejich přítomnost v Moskvě Stalin Benešovým vyslancům dva týdny tajil a bez jeho vědomí Sověti tajně vyjednávali. Dne 15. srpna 1944 odeslal Londýn dotaz gen. Heliodoru Píkovi, zda delegace K.Šmidkeho dorazila do Moskvy. Gen.Píka však pouze zopakoval, že ví jen o misi npor. Koreckého a o přítomnosti M.Ferjenčíka ani K.Šmidkeho vůbec neví. Dne 18. srpna se Beneš dotázal velvyslance Zdeňka Fierlingera (tajného člena KSČ+spolupracovníka NKVD), zda sovětská vláda dala souhlas s poskytnutím britské vojenské pomoci. Londýn však na odpověď od Stalina čekal marně. Edvard Beneš si proto předvolal velvyslance SSSR v Londýně a žádal vysvětlení narušení diplomatických dohod a pravidel uzavřených ve smlouvě ze strany SSSR. Velvyslanec potvrdil postup NKVD, avšak jakékoliv jednání se slovenskou vládou negoval. Až 27. srpna vyslal Beneš svého vládního delegáta Františka Němce do Moskvy, který mimo jiné zjistil, že Slovenskou národní radu neřídí Vavro Šrobár, ale komunisté (G. Husák, L. Novomeský). Následkem dalších jednání bylo, že Sověti přerušili počátkem září jednání se slovenskými zástupci s odůvodněním, že jednání nevedla sovětská vláda, nýbrž sami komunisté.
Po zvýšení aktivity partyzánů vyslaných z Ukrajiny od konce července a zcela nevídaném teroru proti německému civilnímu obyvatelstvu, příslušníkům Hlinkovy gardy, některým katolickým kněžím i slovenským občanům došlo k zhroucení bezpečnosti Tisova státu. Proto byla klerofašistická vláda nucena vyhlásit 12. srpna na celém území stanné právo. Zavražděním členů německé vojenské skupiny pplk. Otto Waltera vracející se z Rumunska v martinských kasárnách, obsazením Ružomberku i dalších měst a dalšími vojenskými incidenty po celém Slovensku dospěla situace do kritického stavu. Již po obsazeni Sklabině 21. srpna partyzány kpt. P. A. Velička německý vyslanec v Bratislavě Hanns Ludin ihned požádal Berlín o vojenský zásah. O přípravě vojenského povstání a svržení vlády Jozefa Tisa se Němci dozvěděli prostřednictvím zpravodajských služeb,jimi vedené Deutsche Partei na Slovensku a poradců HG plk. SS Nagelera a kpt. Herberta Bürsche. Ten dokonce pronikl do americké mise na Slovensku a poté odletěl na základnu Bari v Itálii. Zabránit SNP se mu již nepodařilo, přijel několik hodin po zahájení povstání.

## Politické pozadí

Znak používaný na povstaleckých letounech

Příprava povstání československou exilovou vládou byla od počátku narušována činností Komunistické strany Slovenska a také slovenskými nacionalisty působícími nejen v politických stranách, ale i v armádě. Ilegální Slovenská národní rada byla pod stále větším vlivem KSS v čele s Gustávem Husákem a Karolem Šmidkem, kteří nechtěli obnovu demokratické Československé republiky a prosazovali společně s jinými stranami slovenskou autonomii nebo federaci. Svou zákulisní politikou posilovali Stalinovu moc a narušili Benešovu vizi obnovy svobodné předmnichovské první republiky. Vrchní velení sovětských vojsk původně plánovalo osvobození Podkarpatské Rusi a Slovenska levým křídlem 1. ukrajinského frontu a 4. ukrajinským frontem od 28. srpna. Situace se však zcela změnila po kapitulaci Rumunska 23. srpna, neboť bylo možné osvobodit tato území od jihu přes Maďarsko pravým křídlem 2.ukrajinského frontu. Armády tak přešly do klidového stavu a plán byl 25. srpna odložen. Příprava slovenského povstání a jeho politický vývoj se však stal pro Stalina zajímavým. Proto se rozhodl Benešův plán obnovy demokratického Československa narušit a svým způsobem jej de facto rozbít a maximálně jej využít ve svůj prospěch. Po podpisu Československo-sovětské smlouvy o vzájemné pomoci a spolupráci z roku 1943 Stalin opět prokázal svoji schopnost politické manipulace s Benešem.
Sedm týdnů před započetím povstání Gustáv Husák tajným dopisem nabídl Stalinovi začlenění Slovenska mezi svazové republiky SSSR. (tzv. Sovětské Slovensko). Tento návrh veřejně nastínil ve slovenském tisku dne 24. září. „Proč máme hledat spásu v Benešovi, když osvědčený recept je u Stalina.“ . Po válce Husák obhajoval svůj dopis jako nezbytný akt politického nátlaku na Beneše. Zastáncem této myšlenky byl také Ján Osoha,politický vedoucí 1.,2.a 3.ilegálního vedení KS Slovenska(KSS), který už 1. května 1941 přednesl nový stranický program Za sovětské Slovensko. Politická orientace na Sovětský svaz byla slovenskými komunisty obecně přijímána. Gustáv Husák uvedl : „Co může být pro uvědomělého komunistu krásnějšího, než žít v socialistické republice spojené s SSSR.“ 
V prosinci 1944 zaslal generální tajemník Kominterny Georgij Dimitrov slovenským komunistům rozhodnutí o tom, že rozdělení Československa není pro SSSR z politického hlediska v žádném ohledu žádoucí. Husákův návrh rozdělení Československa tak byl Stalinem zamítnut. Gustáv Husák po válce o povstání konstatoval: „Bojovali jsme na třech frontách, proti Tisovi, Hitlerovi i Benešovi.“

## Zahájení SNP

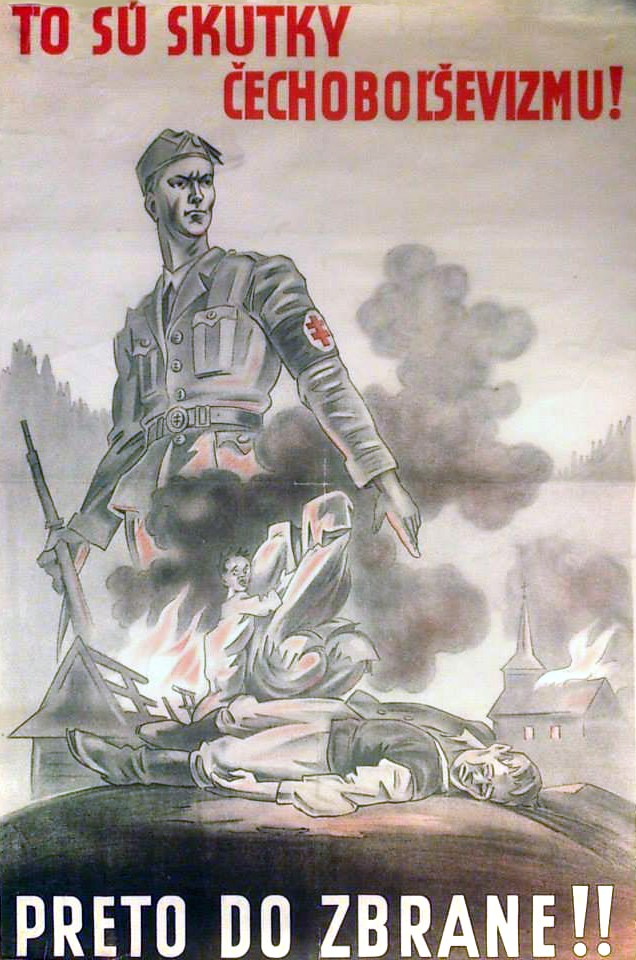
Propaganda Hlinkových gard během SNP

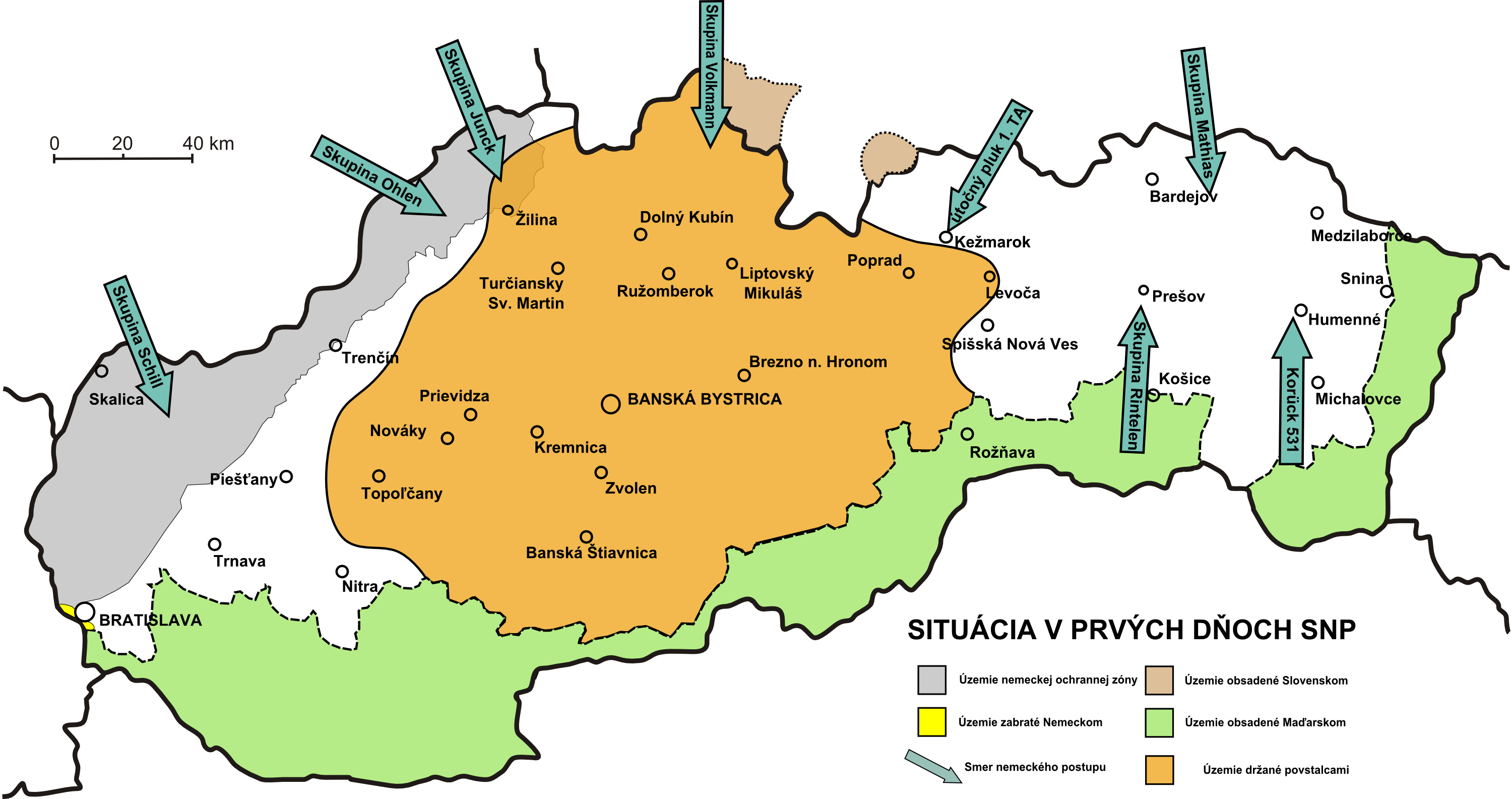
Situace v prvních dnech Slovenského národního povstání

Vojenské ústředí v Banské Bystrici registrovalo seskupování německých vojsk na východní Moravě. Německá vojska postupovala také na severní hranici od Polska a jihovýchodní hranici od Maďarska. Pplk. Golian, plk. Talský, mjr. Nosko a Ján Ševčík se 24. srpna sešli na velitelství. Na základě Talského zpráv o soustřeďování německých vojsk došli k závěru, že slovenská armáda vystoupí na odpor, jakmile okupační jednotky překročí na západě řeku Váh a na jihu státní hranice. Přípravy na povstání nabraly nečekaně rychlý spád 26. srpna, když slovenský ministr vnitra Alexander Mach veřejnosti oznámil okupaci území německým vojskem. V reakci na tuto zprávu velitel Golian vyhlásil vojenskou pohotovost a nařídil vojenským útvarům vydání ostrého střeliva. V neděli 27. srpna svolal Golian poradu vojenského štábu a předal plk. Viliamu Talskému instrukce a rozkazy pro Východoslovenskou armádu. V pondělí 28. srpna německý velvyslanec Hanns Ludin oznámil slovenskému prezidentovi obsazení území německou armádou. Prezident Tiso tento návrh schválil. Velitel čs. armády Golian správně předpokládal německou okupaci již v neděli 27. srpna, jak měli Němci ve zvyku. K iniciaci okupačních vojsk došlo dříve a od 23. srpna postupovaly jednotky prvního sledu na Moravě na své pozice k hranicím, kterých dosáhla 26. srpna. Okupaci 27. srpna však Hans Ludin odložil, neboť došlo k odvolání ministra obrany Ferdinanda Čatloše, který byl nahrazen gen. Jozefem Turancem. Ludin mu tím tak dal potřebný čas na převzetí slovenské armády.
V úterý 29. srpna během dopoledne došlo před Žilinou k prvnímu malému vojenskému konfliktu s posádkou z ochranné zóny z Púchova. Okolo 15. hodiny přes Vlárský průsmyk pronikla první německá tanková Kampfgruppe Ohlen (SS-Sonderkampf Gruppe) do území ochranného pásma (Schutzzone) Slovenska. Část jednotky Ohlen pronikla na Slovensko pravděpodobně také hraničním přechodem Střelná -Lysá pod Makytou a pokračovala údolím Váhu přes Púchov, Povážskou Bystrici směrem na Bytču a odtud na Žilinu. Hlavní oporou vojska bylo 15 středních tanků Panzerkampfwagen IV, které narazily na odpor až před Žilinou u Horného Hričovce. Zde okolo půl šesté proběhly první větší boje se žilinskou posádkou akčního a neváhajícího mjr. Jozefa Dobrovodského. Přes Mosty u Jablunkova a Svrčinovec směrem na Čadcu a Kysucké Nové Město postupovala od severu rovněž k Žilině obrněná Kampfgruppe Junck podporovaná 14 samohybnými útočnými děly StuG III. Jejich postup byl před městem u Brodna také zastaven. Tento den v 19.00 oznámil slovenský ministr obrany Ferdinand Čatloš okupaci Slovenska a vojsku nařídil, aby s okupačními jednotkami spolupracovala. Až po této výzvě slovenské vojenské ústředí vydalo rádiem rozkaz k zahájení vojenského povstání dohodnutým signálem: Začněte s vystěhováním, platí od 20.00 dnešního dne. Velitel Golian nemohl vyhlásit povstání dříve, protože byl zabarikádován ve svém bytě a jeho štáb obsazen vojáky vládního vojska. Situaci zachránil pplk. Miroslav Vesel a bratr mjr. Milan Vesel, kteří ústřední štáb a Goliana z bytu vysvobodili. Povstání tedy vypuklo bez přímého rozkazu Slovenské národní rady či zahraničního ústředí čs. vlády. Na druhý den ve středu 30. srpna plk. gšt. Ján Golian svolal generální štáb a písemně potvrdil všem vojenským posádkám a exilové vládě v Londýně zahájení povstání. Dále oznámil, že Slovensko přešlo s Německem do válečného stavu a všechny povinnosti vojáků ve službě pro Slovenský stát byly zrušeny. Mužstvo mělo složit novou přísahu a loajalitu nové vládě. Důrazně také požádal východní armádu a její velitelství v Prešově, aby se v žádném případě nenechala ničím zaskočit. Čs. armáda vyhlásila všeobecnou mobilizaci. Dne 30. srpna žilinská posádka na rozkaz Goliana ustoupila ke Strečnu. Jednotky Ohlen a Junck poté společně obsadily hlavní město západního Slovenska Žilinu a jejich spojením vytvořily 78. Panzer Division Tatra.

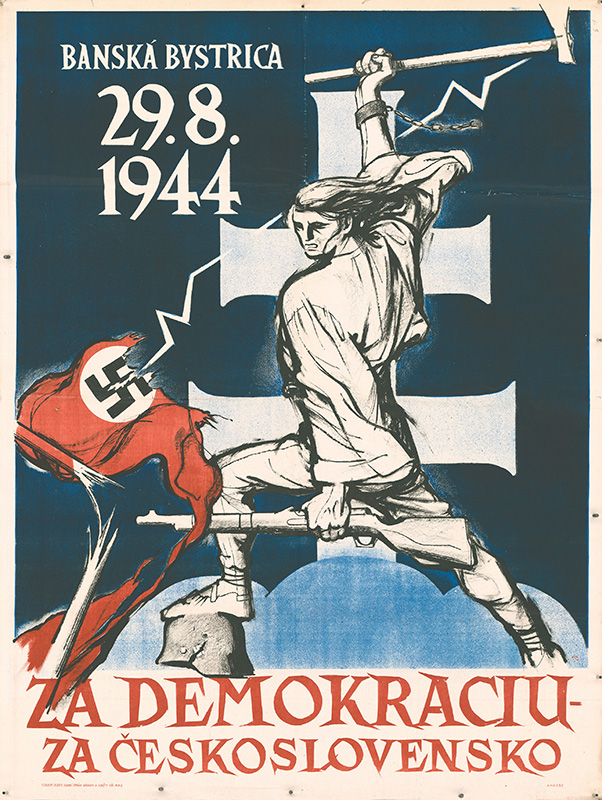
Propagandistický povstalecký leták

V noci 30. srpna po obdržení zpráv o ozbrojeném vystoupení povstalců na Slovensku, se sešla čs. vláda v Londýně na mimořádném zasedání a proklamativně se postavila do čela povstání. Prohlásila veškeré vojenské, paradesantní a partyzánské jednotky za součást čs. armády, a tím i za člena spojeneckých armád. Téhož dne v 7:45 se čs. ministr obrany v exilu gen. Sergej lngr poprvé v britském rozhlase obrátil s pozdravem k povstalcům. Zdůraznil, že povstání navazuje na legionářskou tradici, ze současnosti pak na boje čs. letců a zahraničních armád. Zvláštní důraz kladl na bezpodmínečnou poslušnost vojenskému velení v Londýně.
Po odletu gen. Malára z Prešova dopoledne 30. srpna svolal ihned zástupce velitele Východoslovenské armády plk. gšt. Viliam Talský v Prešově poradu všech velitelů, kteří byli zasvěceni do plánů povstání a sdělil jim rozkazy vojenského ústředí stanovené 27. srpna. Zúčastnili se jí náčelník štábu pplk. František Urban, pplk. Mikuláš Markus, mjr. Polk, mjr. Trnka a mjr. Škrovina.
Rozkazy vojenského ústředí:
R 1 : Dne 31. srpna 1944 časně ráno odletí mjr. Polk spolu s přednostou zpravodajského oddělení 1. pěší divize npor. Kelemenem na sovětské území a požádá maršála Koněva o pomoc RA útokem 2. září ráno.
R 2 : Ve stejný den 2. září Východoslovenská armáda zaútočí na Němce z týlu.
R 3 : V noci z 1. na 2. září budou odzbrojeny všechny německé jednotky v prostoru obou divizí.
R 4 : V případě, že Rusové neposkytnou požadovanou pomoc, nastoupí jednotky Východoslovenské armády pochod na střední Slovensko.
30. srpna prezident Jozef Tiso požádal slovenský lid o kolaboraci s německým okupačním vojskem. K dokonalému zmatku zejména v armádě přispěl svým rádiovým prohlášením velitel Východoslovenské armády a nejuznávanější slovenský generál Augustín Malár, který ráno 30. srpna odletěl z Prešova a po cestě se zastavil v Popradu a již zde vyzval tamní všechny vojáky, aby neposlouchali Goliana a Londýn a vrátili se k posádkám. Poté přiletěl do Bratislavy na prezidentský úřad a rádiem v 19:00 vyzval celou slovenskou armádu, aby nic nepodnikala s odůvodněním, že ještě nenastal jejich pravý čas. Talskému vzkázal, ať prozatím vyčká jeho příjezdu. Když tak na druhý den odpoledne 31. srpna učinil, byl Němci v Prešově na letišti zajat a posléze odzbrojen celý jeho velitelský štáb. Dne 31. srpna požádal neoficiálně velvyslanec Československé republiky v SSSR Zdeněk Fierlinger lidový komisariát zahraničí o vojenskou a materiální pomoc. Sovětská reakce však byla nečekaně zdrženlivá a chladná, neboť nechtěli jako při Varšavském povstání podpořit demokratický odboj. Sovětské orgány důkladně ověřovaly zejména politický a nikoliv vojenský charakter povstání. Předseda československých komunistů v Moskvě Klement Gottwald vypracoval pro sověty situační plán, ve kterém uvádí, že povstání řídí komunisté, nikoliv Beneš a armáda má charakter „mohutné ozbrojené lidové války“. Vyhlášení Slovenské armády čs. vládou za součást čs. branných sil označil za „předčasné a škodlivé z politického i vojenského hlediska“ 

## Odzbrojení východoslovenské armády
Zástupce velitele východoslovenské armády plk. Viliam Talský neprovedl mobilizaci a nepřevzal velení armády, kterou mu plk. Golian nařídil již 27. srpna. Po velmi bouřlivé atmosféře ve štábu v Prešově se plk. Talský nečekaně rozhodl opustit svěřenou armádu a 31. srpna časně ráno ve 2:00 odletěl do Lvova společně s 26 letadly k veliteli 1. ukrajinského frontu. Až druhý den odpoledne 1. září ve 14:30 byl maršálem I. S. Koněvem přijat, aby konzultoval hlavně součinnost 1. divize se sovětskými vojsky. Druhá Husárova divize měla ochránit přístup k průsmykům ze slovenské strany a zajistit tak týl. Pokud by se operace nepovedla navrhl Talský přechod 1.divize na partyzánský způsob boje. Velitel frontu byl návštěvou Viliama Talského překvapen a sdělil mu, že nemá o vojenském povstání na Slovensku vůbec žádné informace. Ihned kontaktoval ústřední vojenské velení a vyžádal si spojení se Stalinem. Ten mu potvrdil existenci povstání a nařídil mu připravit plán jeho podpory. Veliteli dálkového letectva E. A. Golovanovovi nařídil zajistit letecké dodávky povstalcům. Na druhý den 3. září byl vojenský plán hotov a odeslán ke schválení s tím, že 38. Moskalenkova armáda potřebuje k zahájení operace sedm dnů. Vrchní velitel Rudé armády maršál Georgij Konstantinovič Žukov plán schválil, avšak Stalin zkrátil dobu příprav na pět. Podle maršála Koněva byly německé síly v Dukelském průsmyku slabé a ve spolupráci s první a druhou slovenskou divizí měly dosáhnout Prešova pátého dne. Dne 1. září vystoupila z ilegality Slovenská národní rada a v Banské Bystrici převzala pravomoc vrcholného orgánu revoluční moci. Vládním a výkonným orgánem SNR se stal Sbor pověřenců s 9 až 11 pověřenci, jemuž předsedali za KSS Karol Šmidke a za demokratické strany Vavro Šrobár.
Velitel slovenské povstalecké armády Ján Golian radiogramem 31. srpna burcoval východoslovenské divize: „Už tři dny jsme v boji s Němci a vy dosud ležíte v nečinnosti“. Nařídil, aby se 1. divize probila do údolí Váhu a 2. divize pronikla do údolí Hronu. Tento rozkaz však velení ani jedné z divizí východoslovenské armády neuposlechlo. Golian nepříčetně zuřil a plk. Talského označil za zrádce zasluhujícího si okamžitý trest smrti. Nejlépe vyzbrojená a vycvičená Východoslovenská armáda, která měla pro úspěch povstání sehrát klíčovou roli, byla na východě Slovenska již od května 1944. Dvě divize v počtu 36 000 vojáků měly zajistit průchod Dukelským a Lupkovským průsmykem sovětským vojskům.  Další zástupce východní armády pplk. František Urban nedostal od Tálského žádné vojenské instrukce a armáda v nepřítomnosti Augustina Malára a jeho zástupce Viliama Talského, tak zůstala bez vrchního velení. Náčelník štábu pplk. František Urban nedokázal na další události adekvátně vojensky reagovat a převzít na sebe politickou zodpovědnost. Také velitel 2.divize nedokázal zorganizovat účinnou a odpovídající obranu svých jednotek. Velitel 2. divize pplk. Josef Husár v tyto dny uvedl: „Odmítám se připojit k povstání! Celá situace je nepřehledná a hlavně velmi nebezpečná. Jsme ve skutečnosti velmi slabí a nedokážeme dlouho vzdorovat německým jednotkám!“ Naopak velitel 1. divize pplk. Mikuláš Markus se Husárovým prohlášením nenechal odradit. Rozjel se ihned autem do Vyšného Svidníku na velitelství 2. divize, aby zabránil rozpadu celého velení. Bohužel, této klíčové tragédii se mu již nepodařilo zabránit. Otálení a neakceschopnost důstojníků východoslovenské armády způsobila, že napomohla jednotkám gen. Gottharda Heinriciho  zahájit odzbrojovací operaci Kartoffelernte (Sběr brambor). Na operaci probíhající od 31. 8.–2. 9. se podílela Heinriciho jednotka, bojová skupina Mathias postupující z Polska a také jednotky přivolané z Maďarska. Zejména 371. pěší divize Rintelen a týlová skupina Korück 531, které kompletně odzbrojily 2. divizi a část jednotek 1. divize, jejíž rozptýlené části kladly odpor až do 2. září.  Celkem bylo odzbrojeno asi 22 000 vojáků a do internačních německých táborů přesunuto asi 17 000. Jen asi 1500–2000 vojáků 1. divize přešlo pod velením pplk. M.Markuse do hor a později se přidalo k povstaleckým vojskům. Velitel dělostřeleckého pluku pplk. Jozef Vogl-Sokolovský, rovněž odvedl menší část do hor a vytvořil později s partyzány brigádu čítající 400 mužů a taktickou skupinu Kriváň. Odzbrojením obou východoslovenských divizí německá armáda získala množství kvalitnější a modernější výzbroje a k tomu velmi důležité sklady munice a dalšího vojenského materiálu. Německé divize okamžitě nasazené na Dukelském průsmyku nemusely řešit otázku zásobování dokonce ani v době, kdy přes střední povstalecké Slovensko nebylo možné využívat silniční a železniční spoje. Zabrané armádní sklady slovenské armády je dostatečně zásobily po dlouhou dobu. Tedy další těžká rána nejen pro samotné povstání. To však zdaleka nebyl konec dalších armádních pohrom. Německá vojska získala kontrolu nad sklady a výzbrojí 2/3 Zápolní armády(tj. na středním Slovensku), která měla zhruba 54 000 vojáků. Jen 18 000 z nich se zapojilo do povstání. Povstalecká armáda však byla doplněna mobilizovanými záložníky a dobrovolníky.

## Odzbrojení bratislavské posádky
V noci z 1. na 2. září pluk SS-Schill (Panzergrenadier Regiment Sonderkampfgruppe)  vytvořený původně pro potlačení partyzánské činnosti již 11. srpna K. H. Frankem, odzbrojil bez boje mnohonásobně početnější bratislavskou posádku. Jednotky SS byly překvapeny, že u vrátnice kasáren nebyla dokonce přítomna strážní služba a většina vojska poklidně pobývala v místních pivnicích. Zbytek vojska popíjel přímo v budově kasáren a to přesto, že vrchním velitelem Golianem byla vyhlášena bojová pohotovost. Golian s posádkou počítal, zejména po výměně velitele posádky, ale nový velitel zůstal loajální Čatlošovi a Tisovi. Ztrátou bratislavské posádky došlo k dalšímu ochromení bojeschopnosti armády jako celku, řízeného centrálně správními prostředky. Záhy měl pluk SS a armáda pod kontrolou téměř všechny posádky západního Slovenska, které se nepřipojily k povstání. Další velkou ztrátou byla 2. září velká posádka v Novém Městě nad Váhom, kde sídlilo hlavní ženijní vojsko armády. Mezi velké ztráty patřil také velký vojenský sklad v Kvetnici u Popradu. Němci se zde zmocnili 40 000 nábojů, 10 000 ručních granátů, 181 těžkých kulometů, 630 lehkých kulometů, 370 pušek a 5776 pistolí. Následky politické dezorientace důstojníků čs. armády sídlících na Slovensku byly tragické. V důsledku uvedených katastrof mělo velení 1. čs. armády počátkem září k dispozici pouhých 16 praporů a 8 samostatných rot pěchoty. Armádě zůstalo 219 děl různého typu, 91 minometů, 1540 lehkých a těžkých kulometů, 17 871 pušek, 130 samopalů, 6 558 pistolí, 50 lehkých tanků a samohybných děl, 42 letadel, 202 osobních aut, 525 nákladních aut, 63 speciálních aut a asi 6 000 koní. Většina výzbroje odpovídala svou úrovní z roku 1938 a zejména letadla a tanky byly již zastaralé a s německými vojsky omezeně použitelné. Němci získali pod kontrolu velké množství i moderních zbraní, munice a vojenského materiálu. Tyto ztráty čs. armáda nemohla v blízké době nikdy nahradit žádným leteckým konvojem ze západu ani z východu.

## Průběh SNP

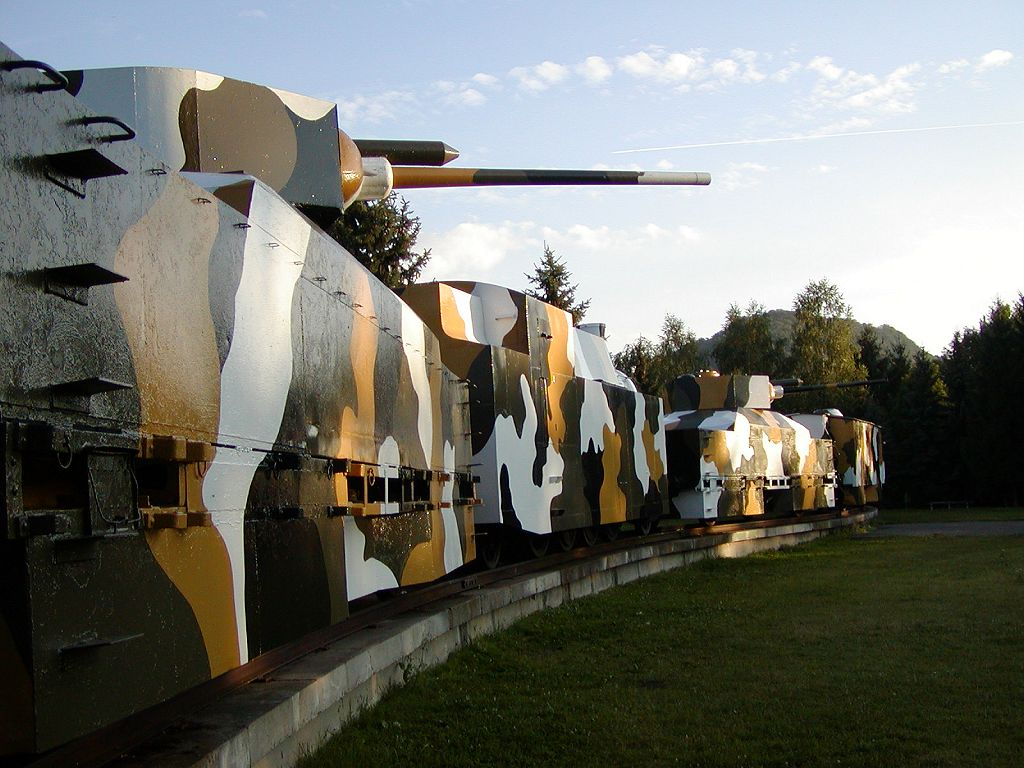
Replika pancéřového vlaku ve Zvolenu

Okupace Slovenska německými vojsky probíhala ze tří stran a celkem ji postupně provedlo osm operačních skupin. Z území protektorátu postupovaly jako první k Žilině obrněné jednotky Junck a Ohlen, na jihozápad k Bratislavě postupovala skupina SS-Schill. Z Polska postupovaly tři skupiny – Volkmann, Mathias a pluk 1. tankové armády. Z Maďarska útočily skupiny Korück 531 a Rintelen, které měly za úkol odzbrojit Východoslovenskou armádu, obsadit štábní velení, jeho komunikační prostředky a vojenské sklady. Tankový pluk a jednotka SS-Schäfer obsadila nejdříve Kežmarok a následně Poprad. Skupina Mathias obsadila letiště v Prešově, zajala velitele Malára a zajistila Dukelský průsmyk. Malá jednotka Volkmann překročila hranice u Oravy až 4. září a byla zastavena u Krivé a poté ustoupila do Tvrdošína. Současně zajistila rafinerii a sklady pohonných hmot v Trstené. Na potlačení slovenského povstání byl 1. září jmenován osobní přítel Heinricha Himmlera generálplukovník SS a generál Waffen-SS Gottleb Christian Berger.
Slovenská armáda měla v aktivní vojenské službě zhruba 90 000 vojáků. Bez Východoslovenské armády se pro povstání teoreticky počítalo se zhruba 38 000 s vojáky. Do povstání se, kromě posádek v Trnavě, Piešťanech a části posádky v Topolčanech, nezapojily žádné útvary ze západního Slovenska. Největší ztrátu znamenaly početné posádky v Bratislavě a v Nitře. Protože se většina posádek západního Slovenska nepřipojila k povstání, měl Golian před první mobilizací k dispozici asi 18 000 vojáků a důstojníků, její výzbroje a munice.
Vojenské povstání se přesto rychle rozšířilo zejména na středním Slovensku, když zasáhlo 30 okresů o rozloze asi 20 000 km2 s přibližně 1,7 milionu obyvatel, kde politickou moc přebíraly nové orgány – národní výbory. 1.československá armáda na Slovensku společně s partyzány bránila povstalecké území na souvislé frontě celé dva měsíce. Exilová vláda v Londýně vyhlásila 1. čs. armádu za součást čs. branné moci a za spojeneckou ji uznaly i velmoci protihitlerovské koalice – SSSR, USA a Spojené království, které k ní postupně vyslaly své styčné vojenské mise.

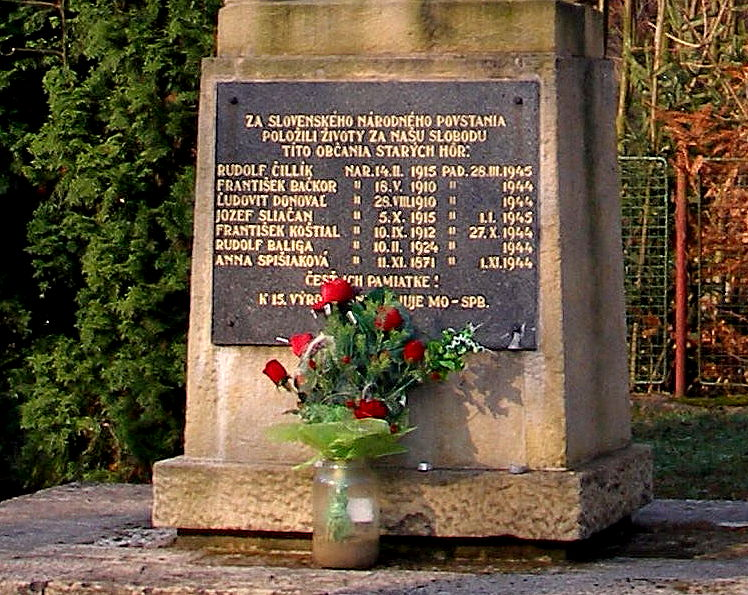
Pomník obětem SNP v obci Staré Hory

Počet 18 000 vojáků a důstojníků 1. čs. armády vzrostl po mobilizaci mužů do 35 let z 5. září na 47 000. Mobilizací mužů do 40 let ze dne 26. září a dalším nástupem branců 9. října se zvýšil celkový počet na 60 000 mužů.
Území kontrolované povstalci bylo na začátku září 1944 ohraničeno na východě linií Levoča – Spišská Nová Ves – Dobšiná, na západě linií Žilina – Bánovce nad Bebravou a na severu a na jihu dosahovalo hranic Slovenského státu. Další boje probíhaly v Popradu a Kežmarku, kde byla silná německá menšina. Tvrdé boje probíhaly zejména o Telgárt, který německé jednotky obsadily již 3. září. Za dva dny byl však Telgárt povstalci získán zpět. Němci také útočili ve směrech na Liptov, Štrbu a Važec a po obejití obrany u Liptovského Hrádku obsadili již 5. září Liptovský Mikuláš. Obrana povstalců byla v tomto stadiu omezována příkazem londýnské československé vlády, který doporučoval soustředit síly na obranu středního Slovenska zejména v oblasti Zvolen, Banská Bystrica a Brezno, protože bránit celé území Slovenska bylo nad aktuální síly 1. čs. armády. Němcům se na severozápadě podařilo prorazit obranou u Strečna v údolí Váhu a postupovat směrem k Vrútkám, které se jim podařilo obsadit. Další těžké boje probíhaly o Priekopu, Martin, Sučany, Baťovany, Telgárt a Čremošné, u Jalné, u vrchu Ostrô a jinde.
Vzhledem k nečekaně chladné reakci sovětů v podpoře povstání a neustálé blokaci britské pomoci, mezi povstalci první dny prudce poklesla autorita čs.vlády. Vládní zmocněnec František Hála hlásil 2. září Benešovi : „Na sovětské straně panuje naprostá nedůvěra k vojenskému velení londýnskému.“ Dne 5. září shodilo 19 letadel sovětských letadel do Bystrice 18 tun materiálu a druhý den dalších 27 letadel 22 tun. Dne 7. září pozval Eduard Beneš vyslance Nicholse na oběd, po kterém přímo žádal o pomoc pro povstalce v SNP. Beneš přímo řekl :
"Žádali jsme a žádáme pomoci z východu i západu, nežádáme však, aby velmoci měnily své plány strategické." Nichols nepřímo Benešovi naznačil, že Slovensko i Čechy náleží do Stalinovy sféry vlivu nejen po stránce vojenské, ale i politické.

Nejúčinnější pomocí povstání se měla stát Karpatsko-dukelská operace, která započala 8. září. Maršál Ivan Koněv vyzval 7. září rádiem partyzánské oddíly na Slovensku, aby zaútočily na Dukelský průsmyk. Vzhledem k tomu, že se v počáteční fázi povstání nepodařilo východoslovenským divizím obsadit klíčové pohraniční průsmyky, nedosáhla včas svého plánovaného cíle a byla 28. října pozastavena. Neúspěšné operace u Dukly tak neměly na boje povstalců žádný přímý aktivní vliv. Zároveň však Němcům vázala vojska, která nemohla být použita proti nim a také na jiných úsecích fronty. Během 8.–12. září muselo německé velitelství reagovat na Východokarpatskou operaci přesunem většiny svých sil ze Slovenska nejen k Dukle. Jednalo se mimo jiné o skupinu Mathias (208. Infanterie-Division), 357. pěší divizi Rintelen a tankový pluk 1. tankové armády. Celkem tak operace ihned vyvázala povstalcům přibližně 12 500 vojáků. Německé velení přesunulo k Dukelskému průsmyku postupně asi 10 divizí a také muselo zabezpečit Karpatsko-Užhorodskou operaci a území Rumunska. Souběh vojenských a politických událostí umožnil, že se povstalcům podařilo tak nečekaně dlouho vydržet.
Během prvních deseti dnů byl Heinrich Himmler s výsledky německých vojsk spokojený a dne 9. září hlavního velitele SS-Obergruppenführera Gottleba Bergera vyznamenal železným křížem. Tímto dnem skončila první etapa SNP.

## Druhá etapa povstání

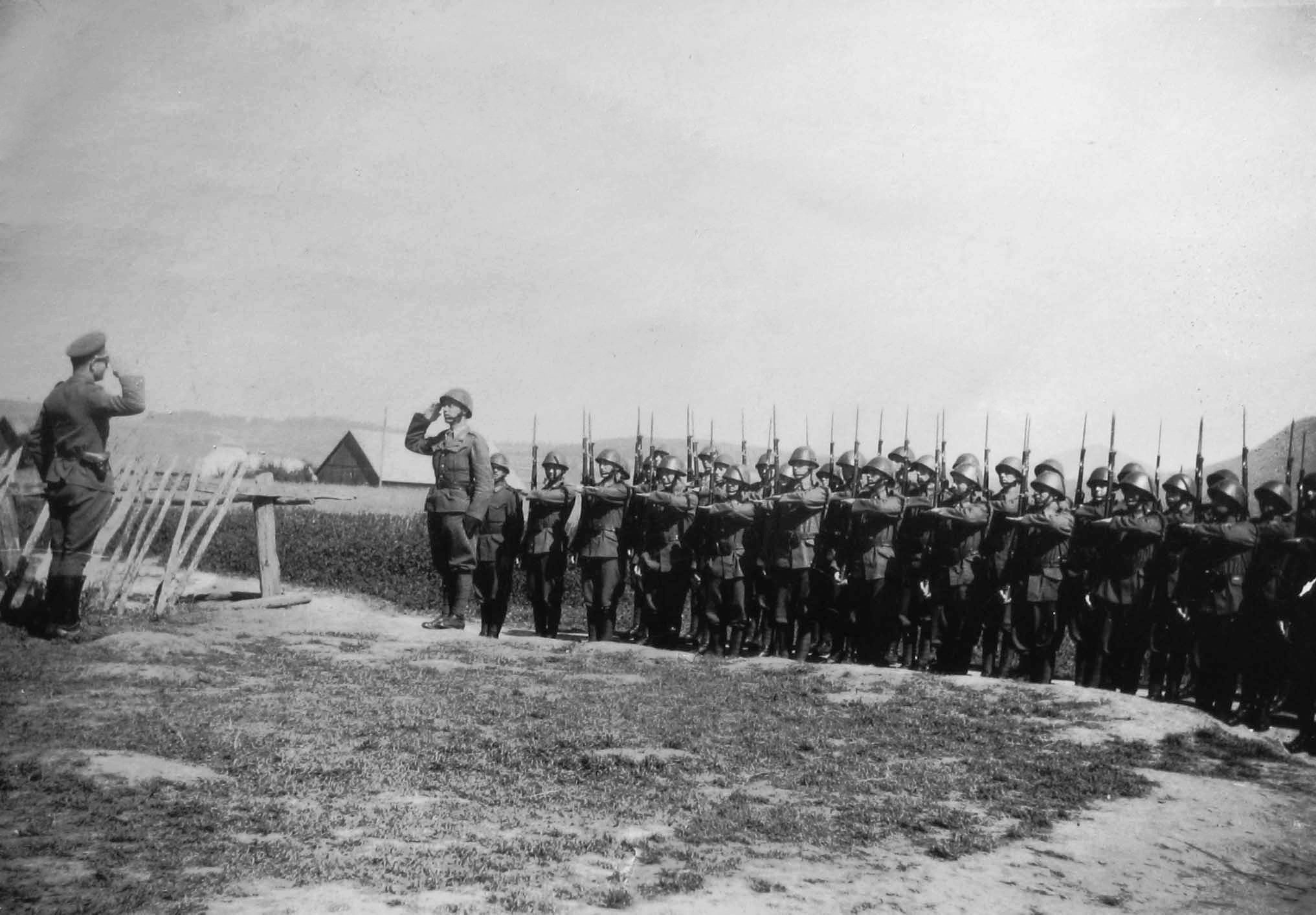
Obsluha 18. dělostřelecké baterie, bojující na straně povstalců

Před zahájením druhé etapy čs. vojenské ústředí provedlo reorganizaci svých vojsk, které byly rozděleny do šesti taktických skupin čítající přibližně 42 000 vojáků a leteckého svazu. Povstalci na začátku povstání disponovali několika lehkými čs. tanky LT-35, LT-38 a LT-40, ale i německými Pzkpfw III N a stíhači tanků Marder III. K dispozici měli také ještě dělostřelectvo, kterého však nemohli plně využít. Letectvo sestávající ze zastaralých strojů, nedokázalo Luftwaffe v žádném případě konkurovat. Proto bylo rozhodnuto o přesunu 1. čs. stíhacího leteckého pluku na letiště Zolná, který den po svém příletu, 17. září náletem na piešťanské letiště paralyzoval na dlouhou dobu německé letectvo.
Dne 14. září byl německý velitel SS-Obergruppenführer Gottleb Berger zbaven vrchního velení, neboť jeho představy o rychlém vítězství nebyly splněny. Ve svém hlášení 2. září Himmlerovi kdy bylo dokončeno odzbrojení východoslovenských divizí uvádí, že potlačení povstání bude dosaženo do čtyř dnů. Nástupcem Bergera se stal nechvalně známý SS-Obergruppenführer generál Waffen-SS a policie Hermann Höfle, který se ujal funkce a setrval v ní až do konce války. Do podpory povstání se 20. září zapojilo i 150 amerických létajících pevností B-17, které zlikvidovaly německé hangáry, dílny a letouny na letišti Nový Dvor u Malacek.
Od 15. září se Němci snažili obranu povstalců vyvrátit a zvláště pak obsadit horu Ostro, kterou Němci dobyli až po šesti týdnech, když jejich útoky byly několikrát odraženy a 21. září od tohoto plánu na čas upustili. Od druhé poloviny září probíhaly těžké boje na všech přístupech k centru povstání. Němci posílení o jednotky Waffen-SS, se snažili za každou cenu dostat k Banské Bystrici a Zvolenu. Na severovýchodě povstaleckého území se dokonce podařilo 1. čs. armádě provést útok a donutit Němce k ústupu až k Popradu. Povstalcům se též podařilo postavit tři obrněné vlaky „Štefánik“, „Hurban“ a „Masaryk“, které jim poskytovaly silnou podporu.
Dne 21. září byl vyklizen Turiec a porážky, které armáda utrpěla do tohoto období využili slovenští komunisté ke své další politizaci povstání. Do velitelských funkcí měli být jmenováni jen důstojníci a poddůstojníci, zcela oddaní revolučnímu boji a komunistickým myšlenkám. Proto byli k jednotkám vysílány skupiny osvětových důstojníků.

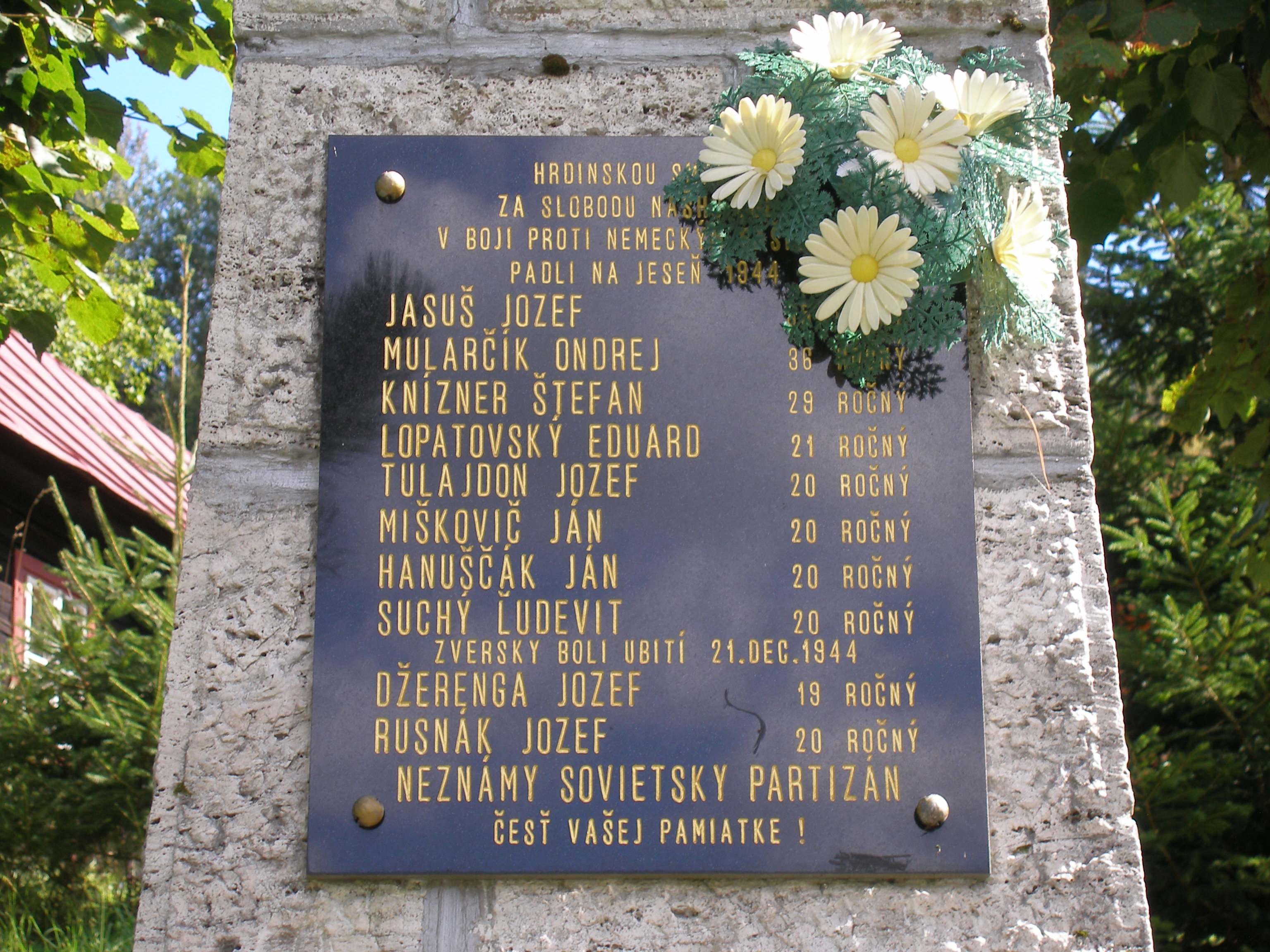
Pomník padlým a popraveným účastníkům SNP v obci Henclová

Teprve až od 25. září 1944 Stalin uvolnil na pomoc SNP leteckou přepravu 2. československé paradesantní brigády z SSSR, která byla k tomuto účelu zřízena a probíhala postupně až do poloviny října. Dle hlášení náčelníka československé vojenské mise v SSSR gen. Píky bylo přepraveno do 9. října 1 175 příslušníků brigády. K 15. říjnu hlásí, že má již 1 739 lidí. Jednotka přilétala na pomoc po částech a okamžitě byla zasazována do obranných bojů. Nikdy tedy nebojovala jako samostatný útvar. Povstalci již v tomto období trpěli přitom vážným nedostatkem munice, automatických zbraní – samopalů a zejména obrněné techniky. Doplňování lehkých pěchotních zbraní a dalšího vojenského materiálu kryly především letecké dodávky od Sovětů. Podle dostupných zdrojů obdrželi povstalci pomoc dvou leteckých svazů, které uskutečnily od 3. září do 27. října 1065 vzletů z toho bylo 701 úspěšných. Pozemní vojsko obdrželo celkem 604 tun materiálu. K tomu je nutné připočíst materiál pro 1. čs. stíhací letecký pluk, který získal 98 tun leteckého paliva, 1012 25 kg leteckých pum AO-25 (24 tun), 225 leteckých 50 kg pum (11 t) a dvě tuny oleje a aditiv.
Podle různých zdrojů, které se liší, obdrželi povstalci jen z hlavní základny Lidového komisariátu 2050 pušek, 1702 automatů, 461 těžkých kulometů, přes 100 protitankových pušek, cca 7 milionů kusů střeliva. Ze zálohy 1. ukrajinské fronty obdrželi přibližně 1500 samopalů, 1500 pušek, 50 minometů a dalších 50 protitankových pušek PTRD-41. Dále byla přepravena těžká výzbroj 2. čs. paradesantní brigády: několik baterií lehkých děl, zejména protitankové kanóny ráže 45 mm a 76 mm, 800 granátů ráže 37 mm a protitankové miny. V malé míře byla poskytnuta podpora také od západních spojenců. V první dodávce ze dvou letadel 17. září obdržela armáda 220 samopalů United Defense M42 a 184 000 nábojů, 12 protitankových bazook M1 s 194 reaktivními střelami. Druhou mnohem větší dodávku 7. října provedlo šest těžkých bombardérů B-17 Flying Fortress, které obsahovaly několik radiostanic, spojovací a zdravotnický materiál a dalších 150 bazook M1 s více než 2 800 střelami. Tato letadla byla vyslána ze Spojenci obsazené jižní Itálie, na zpáteční cestě odvezly osvobozené spojenecké letce, kteří se dostali na povstalecké území. Bez leteckých dodávek by povstalecká vojska nebyla schopna tak nečekaně dlouhého vzdoru, sestávajícího však zejména z pasívní obrany stále menšího území. Podle výpovědi manželky Jana Goliana nabídli Britové také aktivní vojenskou pomoc. Jan Golian uvedl:
Představ si, Spojenci nám nabídli dvě paradesantní brigády z Itálie. My jich ale z politických důvodů nemůžeme přijmout.

Počet německých okupačních vojsk nelze věrohodně doložit, neboť materiály v německých archivech nejsou kompletní a němečtí historikové tak vojenskou část podrobně nezpracovali. Počet vojáků v první polovině září dosáhl maximálně 15 000 a do konce měsíce zřejmě nepřesáhl 18 000. K těmto hlavním silám je problematické započítávat jednotky SS-Heimatschutz Slowakei, které sice do listopadu společně s POHG postupně narostly až ke 20 000, avšak většina z nich nebyla vyzbrojena a plnila převážně doplňkové úkoly v týlu německých vojsk. Během září Němci nasadili oslabené divize SS 19. Waffen Grenadier Division SS lotyšská č.2, 20. Waffen Grenadier Division SS estonská č.1. Dále dvě divize lidových granátníků 708. a 271. Volksgrenadier Division a také zbytek pěší divize (divizní skupina) 86. Infanterie Division. Tabulkově nebyly jejich počty ani na polovičních stavech. Operační hlášení (č. 25406 Taj./3) Jana Goliana ze dne 2. října: “Poučte všechny důstojníky a poddůstojníky, že další ústup na kterémkoliv bojišti je už nemožný! Vždyť přece nepřítel nedisponuje vůbec převahou, ale právě naopak v početní převaze jsme my a technickou převahu nepřítele vyvažuje mnohonásobně náš výborný terén“.

## Partyzánský způsob boje
Během povstání neprobíhaly jen boje v souvislém povstaleckém území, ale i v týlu německých vojsk, kde neustále útočily partyzánské skupiny. Důležitá byla železniční trať Košice–Žilina (část tehdejší Košicko-bohumínské dráhy), která byla i po zprovoznění stále přerušována zejména na východě Slovenska.
Problémem povstání byla nejen nedostatečná koordinace mezi armádou a partyzány, která vedla ke zbytečným ztrátám, ale především odmítnutí většiny skupin partyzánů podřídit se jednotnému velení vojenského ústředí. Jan Golian opakovaně žádal partyzány, kteří nerespektují jeho rozkazy, aby raději frontové linie opustili. Vzhledem k jejich svévolnému jednání a nespolehlivosti, způsobovali více škody nežli užitku. Ani v týlu německé armády nebyla činnost některých partyzánů vždy prospěšná. Často byla zjevně kontraproduktivní, když vyvolávala mezi občany především nedorozumění a zmatek. Protože jejich bojová činnost nebyla vojenským ústředím koordinovaná, docházelo k nepřehledným situacím nejen na vojenských pozicích, ale i přístupových komunikacích. Podle výpovědí německých velitelů se čs. armáda neměla na jejich bojovou činnost na důležitých úsecích natolik spoléhat. Při obsazování horských údolí partyzáni často vůbec nebránili důležité hřebeny a strategické kóty, které jim byly svěřeny.
Ze vzpomínek velitele pluku SS Schilla :
“ My jsme tak snadno obešli hlavní obranu údolí a dostali se tak armádě do týlu. Tímto způsobem jsme postupovali téměř po celém území západního Slovenska Špatná obrana horských pásem byla zásadní taktická chyba. Další pouze defenzívní způsob boje vojska i partyzánů nám umožnil počáteční nečekaný úspěch a rychlý postup. Protiútoky které povstalci vedli jen výjimečně překročily velikost roty, přestože byli zpočátku někdy v dvojnásobné převaze. Oproti našim vojákům chybělo povstalcům zřejmě větší sebevědomí. Povstalci se na frontových liniích většinou jen pasivně bránili."

Na základě rozhodnutí Slovenské národní rady, byl na SVÚ v Banské Bystrici 16. září zřízen Hlavní štáb partyzánských oddílů (HŠPO), který měl prostřednictvím svých spojek koordinovat a řídit partyzánské jednotky ve spolupráci s armádou. Politickou agitaci řídil Karol Šmidke, vojenské operace do konce září koordinoval pplk. Branislav Manica. Jeho nástupcem se stal plukovník Alexej Nikitič Asmolov.

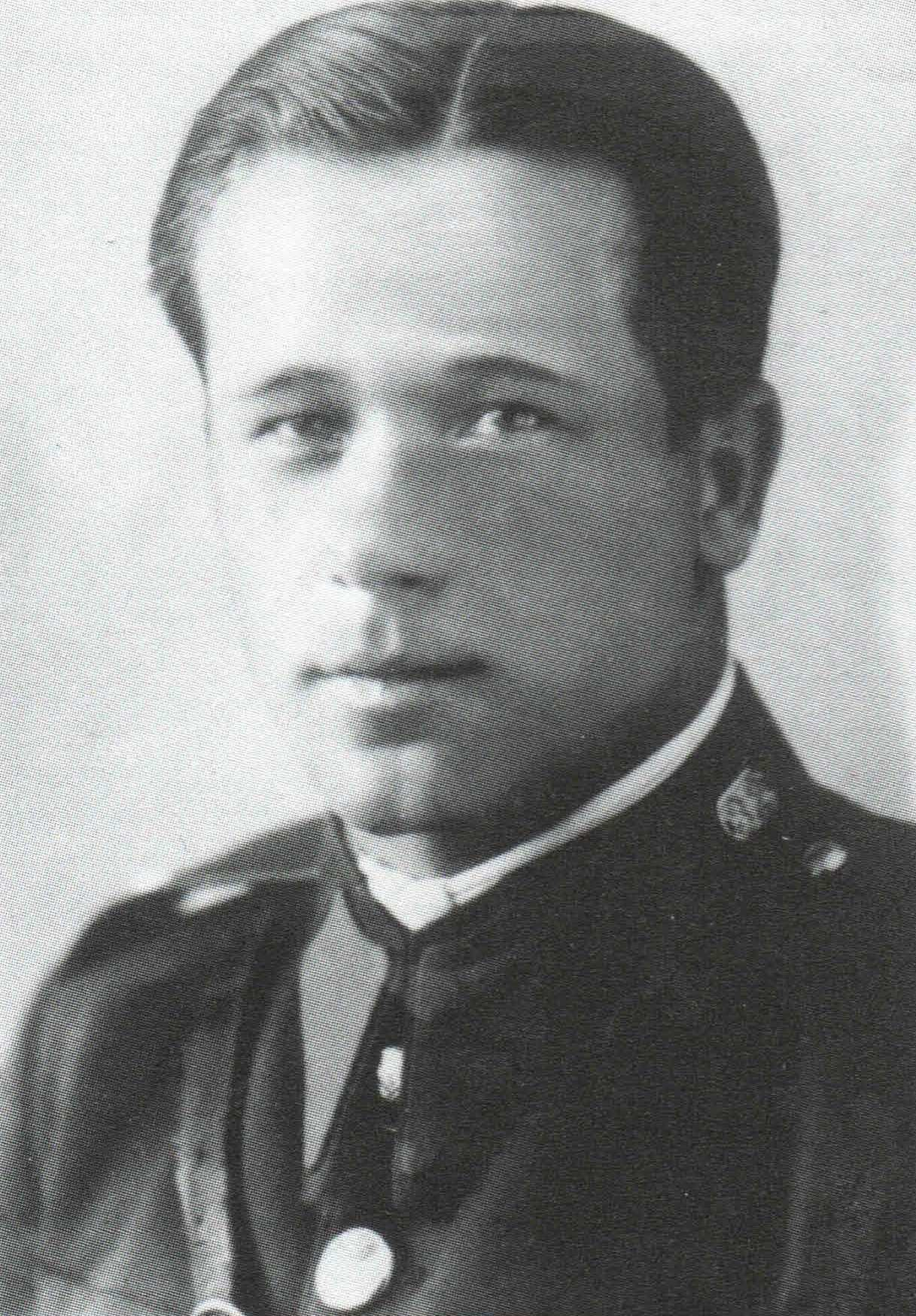
Ľudovít Kukorelli

Na stabilizaci obrany povstaleckého území v Turci se do 21. září aktivně podílela 1. čs. brigáda M. R. Štefánika, kde se vyznamenal zejména její francouzský oddíl kpt. Georgese de Lannuriena. Dále 1. čs. brigáda J. V. Stalina kpt. A.S. Jegorova a část brigády Jánošík por. Ernesta Bielika. Rajeckou dolinu úspěšně bránila 2. čs. brigáda M. R. Štefánika jejímž velitelem byl uznávaný důstojník čs. armády npor. Viliam Žingor. Na zastavení postupu okupantů při Telgártu se podíleli partyzáni J. V. Stalina, část brigády Jánošík a část oddílu Za svobodu Slovanů pplk. Jana Václava. Na východě Slovenska intenzívně bojoval oddíl Čapajev Ľudovíta Kukorelliho zpočátku s 357. pěší divizí Rintelen. Brigáda neustále narušovala železniční trať a společně s oddílem Za vlast R. S. Kurova také provoz silnic směrem k Lupkovskému a Dukelskému průsmyku. Dalším příkladem aktivní bojové činnosti byla brigáda kpt. Jana Nálepky, která spolu s dvěma rotami 2. paradesantní brigády přešla do protiútoku u Hronské Dúbravy a Jalné. Ve Strážovských horách rozvinul diverzní činnost oddíl Jan Žižka I. Teodora Polu, která působila také v Rudnianské dolině. Během 24.–26. září dobyla Bánovce nad Bebravou. Koncem října operovala brigáda v pohoří Vtáčník a měla 950 mužů, 35 jezdeckých koní, 18 selských povozů se zápřahem, 8 nákladních a 12 osobních automobilů a 10 motocyklů. Zachránila 20 amerických letců. Od poloviny září vyvíjela diverzní činnost Hornonitranská brigáda. Její příslušníci dvakrát zničili železniční most na trati Nováky – Baťovany (Partizánske) a zničili dřevěný most mezi Nováky a Horními Lelovcemi. Povstalci v Liptově po ústupech na začátku září utvořily několik partyzánských skupin a uskutečnily řadu úspěšných bojových nebo diverzních akcí. V polovině října úspěšně zasáhly letiště Liptovský Peter.
Partyzáni se také na povstaleckém území dopouštěli řady násilných činů zejména na německém civilním obyvatelstvu. Některé z těchto zločinů se dají označit za zločiny proti lidskosti. 1. čs partyzánská brigáda M. R. Štefánika kpt. P. A. Veličky se dne 21. srpna přemístila do Sklabině, kde vyvěsila čs. státní vlajku jako symbol obnovy československé republiky. Do konce srpna zde bylo brutálně zavražděno údajně až 146 osob (údaje se liší) zejména Němců, příslušníků Hlinkovy gardy a Slováků obviněných z kolaborace. Při exhumaci po válce byla nalezená těla bez oblečení, střelena zezadu. Dne 17. září poblíž Zvolena zavraždila opět tato jednotka dalších jedenáct lidí, včetně katolického kněze. Tři pachatelé byli za tento zločin povstaleckými orgány popraveni. V polovině října 1944 bylo šest zajatců, slovenských důstojníků, zastřeleno v Ľubietové. K rozsáhlým masovým popravám došlo také u obce Sklené, kde 21. září příslušníci 1. čs partyzánské brigády J. V. Stalina postříleli 187 místních obyvatel německé národnosti. Bylo zahájeno vyšetřování, ale k potrestání pachatelů nedošlo. Další poprava 80 Němců z Banské Štiavnice proběhla mimořádně drastickým a hanebným způsobem. Většina obětí byla uvězněna ve vagónech po několik dnů na trase Žarnovice-Štiavnička a byla přiotrávena vdechováním toxických plynů. Část obětí bylo barbarsky mučeno, když se v některých tělech našly dokonce hřebíky a nože. 
Obětí partyzánské činnosti se také stali němečtí občané, kteří se vraceli z nucených prací na Horním toku Hronu. Přecházeli přes Nízké Tatry do Ružomberka a 62 osob bylo zastřeleno 27. října ve stodole v Kunešové. Tyto a mnoho dalších podobných incidentů byly jednou ze záminek pro rozsáhlé německé represálie, které po konci povstání zasáhly celé Slovensko.
K odvetným nacistickým represím vůči slovenským občanům docházelo již od prvních dnů německé okupace. Dne 5. září byl vypálen Telgárt (263 domů) a 30. září jednotky Einsatzgruppen SS obsadily Sklabiňu a odvlekly do Martina přes sto osob k výslechu. Následně bylo 3. října v Martině popraveno 48 osob jako dvojnásobná odplata za vraždu 24 členů Ottovy skupiny. (20 osob bylo ze Sklabině zbytek z okresní věznice)

## Německá ofenzíva

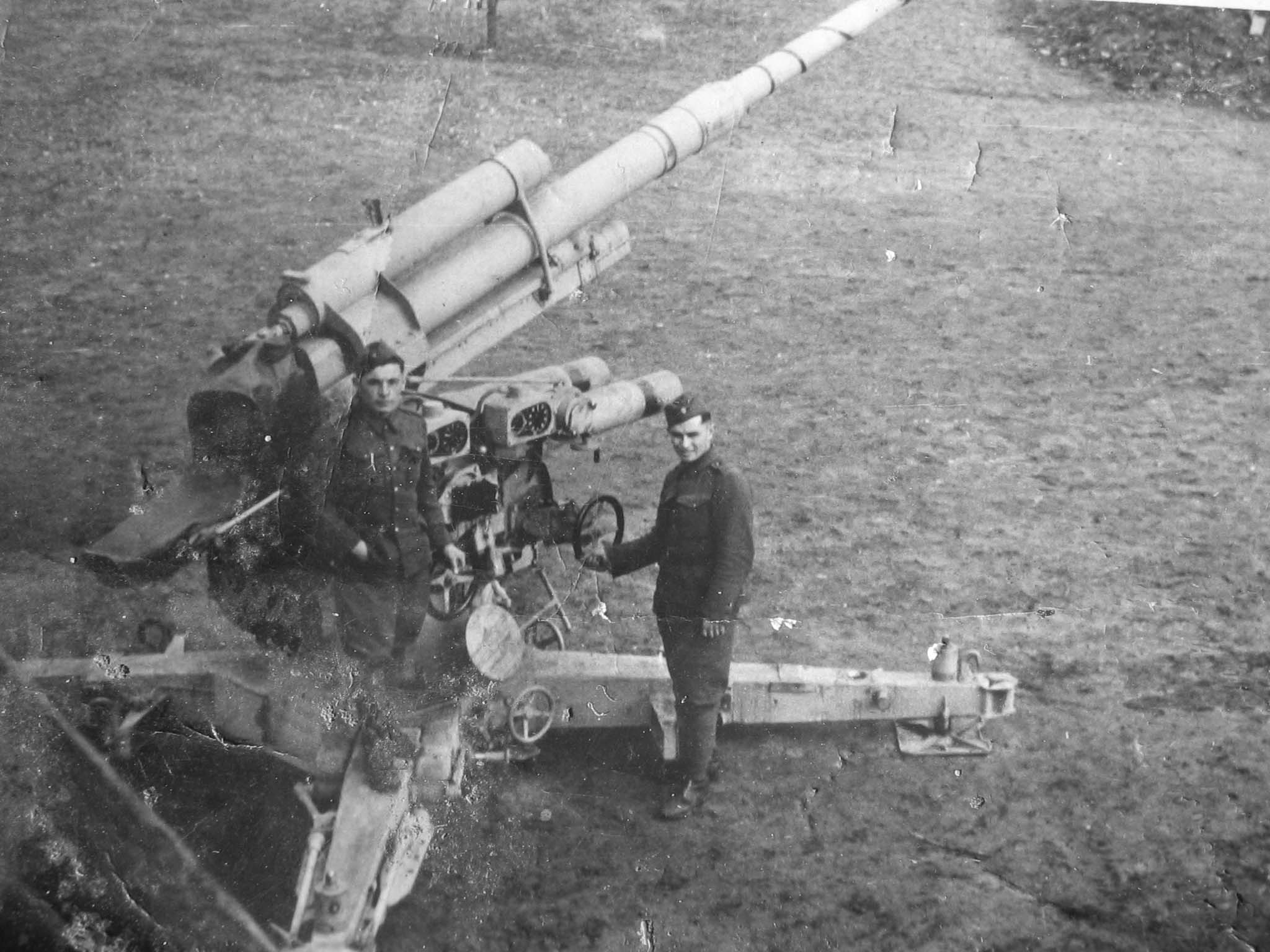
Jeden z povstaleckých kanónů ráže 88 mm byl použitý i při obraně mostů přes Hron

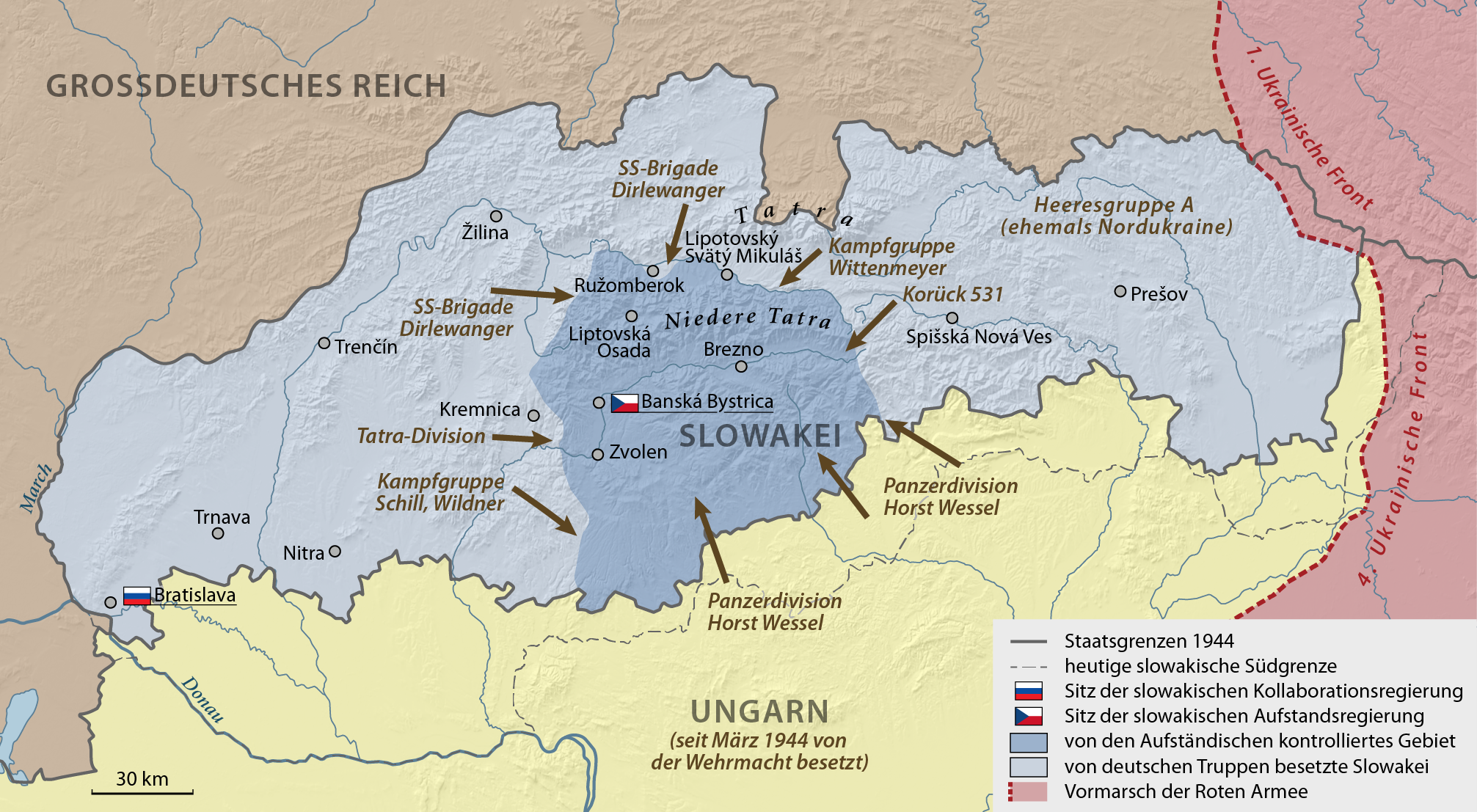
Území držené povstalci začátkem října

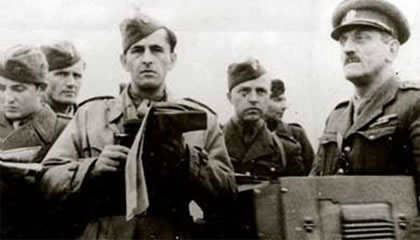
Příslušníci stábu 2. paradesantní brigády během bojů v okolí Svätého Kríža nad Hronom

Přípravy na německou ofenzívu začaly již koncem září, kdy pluk SS-Schill 23. září obsadil Handlovou a Novou Lehotu. Následně dobyl Janovu Lehotu, kde se armáda pokusila o protiútok, ale byla zde vlákána do pasti. Opakovaně se ukázaly nedostatky zejména v průzkumu a součinnosti útočících jednotek i jejich celkové morálce. Němci si otevřeli přístup na Kremnicu a vytlačili vojsko do Žiaru nad Hronom, který 3. října padl. Třetí taktická skupina byla rozdělena a část musela ustoupit až do Banské Štiavnice. Německá ofenzíva směrem ke Zvolenu byla zastavena až u Jalné. Od severozápadu útočili Němci na srdce povstání Banskou Bystrici a 1.TS neubránila 25. září Turčanské Teplice, když neudržela dělostřelecká postavení a ztratila většinu svých děl. Dne 4. října byla vyklizena Kremnica a 4.TS se přesunula bránit Kremnické vrchy.
Dne 7. října se veleni ozbrojených sil ujal druhý ministr obrany exilové vlády armádní generál Rudolf Viest, který nahradil brigádního generála Jana Goliana, který se stal jeho zástupcem. Počátkem října byla 178. Panzer Division Tatra a pluk SS-Schill posílen o další těžkou bojovou techniku a podnikli během 4.–8. října nové útoky. Ty však skončily nečekaným neúspěchem. Dne 5. října na poradě ve Vídni vyjádřil Heinrich Himmler nespokojenost s dosavadním průběhem operací a rozhodl se s povstáním definitivně skoncovat. Využil zkušeností s likvidacemi podobných situací, které Němci získali během války. Ve správný okamžik, kdy povstalcům začal ubývat nejen vojenský materiál, ale také fyzické i morální síly, zajistil svým vojskům účinnou pomoc. Na podporu povstání byl vyslán nechvalně známý Regiment SS-Dirlewanger z Polska. Tvořil ji zejména trestanci, myslivci a váleční zločinci. Jednotka si získala svou pověst nelidskou brutalitou, když provedla masakry v Bělorusku a ve Varšavě a historikové ji označují za psychopatické devianty. Tento pluk byl ihned zesílen na SS-Sturmbrigade Dirlewanger čítající asi 4 000 mužů. Posilou byla také 14. granátnická divize SS Galizien (poté přejmenovaná na Ukrajinská č. 1), která byla povolána již 28. září a rozmístila se během 8.–13. října mezi Púchovem a Štrbou. Její počet nelze blíže doložit, neboť tato jednotka byla zformována improvizovaně a byla značně oslabena, tak jako většina tehdejších divizí, které Němci nazývali Schatten division. Podstatnou bojovou silou, která byla na závěrečnou ofenzívu Himmlerem nasazena, byla 18. divize pancéřových granátníků SS „Horst Wessel“  Tvořili ji Maďaři a byla aktivována již 8. října a měla zkušenosti s partyzánskou válkou na Balkáně. Dne 17. října dorazila do okolí Lučence a za dva dny zahájila postup na východ a vyčistila horní části Hronu. Poté změnila směr útoku (schwerpunkt) západním směrem na Detvu a Zvolen a její rychlý postup se již nepodařilo ani letectvem zastavit.
Na straně povstalců stálo šest taktických skupin, 27 dělostřeleckých baterií, 3 obrněné vlaky, 15 lehkých tanků a 20 letadel. Pěchota měla sice stále víc než 60 000 vojáků, kterou doplňovali dobrovolníci z obsazených území. Vojáci byli značně fyzicky i duševně vyčerpaní a bojeschopná byla asi jen třetina původního mužstva. Celková bojová hodnota po opakujících se nezdarech značně upadla. Většina potřebovala delší odpočinek, protože byla na frontě příliš dlouho. Čtvrtina mužstva neměla žádnou zbraň. Pomocí byly každodenní letecké dodávky sovětů. Velmi omezenou vojenskou silou byli také partyzáni, ovšem do bojů zasáhla jen nepatrná jejich část a většina hlavní frontové linie pro nedostatek protitankových zbraní a munice opustila. Celkový počet německých vojsk wehrmachtu a jednotek Waffen-SS nasazených do závěrečné ofenzívy se podle střízlivějších historiků pohybuje v rozpětí 25.000–30.000. Součástí vojsk bylo ještě asi 20 000 příslušníků Heimatschutz Slowakei a pohotovostních oddílů Hlinkovy gardy. Nebyli většinou ozbrojeni (tzv. polovojenská jednotka) a jejich výzbroj a bojová hodnota byla celkově nízká. Generál Viest v situačním hlášení ze dne 17. října informoval generála Sergeje Ingra: „V posledních dnech nastoupili nováčci asi z poloviny námi ovládaných okresů. Počet dosud nastoupených je asi 1600 a stále vzrůstá příchodem nováčků také z území obsazených Němci. Nemáme ale pro ně zbraně. Předběžně mají jen 150 pušek pro výcvik. Kromě těchto nováčků je tu ještě asi 5000 záložníků, pro které se také nedostává zbraní. Tento nedostatek je největší překážkou, že nemáme zálohy a nemůžeme vystřídat jednotky, které jsou již příliš dlouho v bojové linii.“ Následující den 18. října byl dobyt Modrý Kameň a Krupina.

## Závěrečná německá ofenzíva

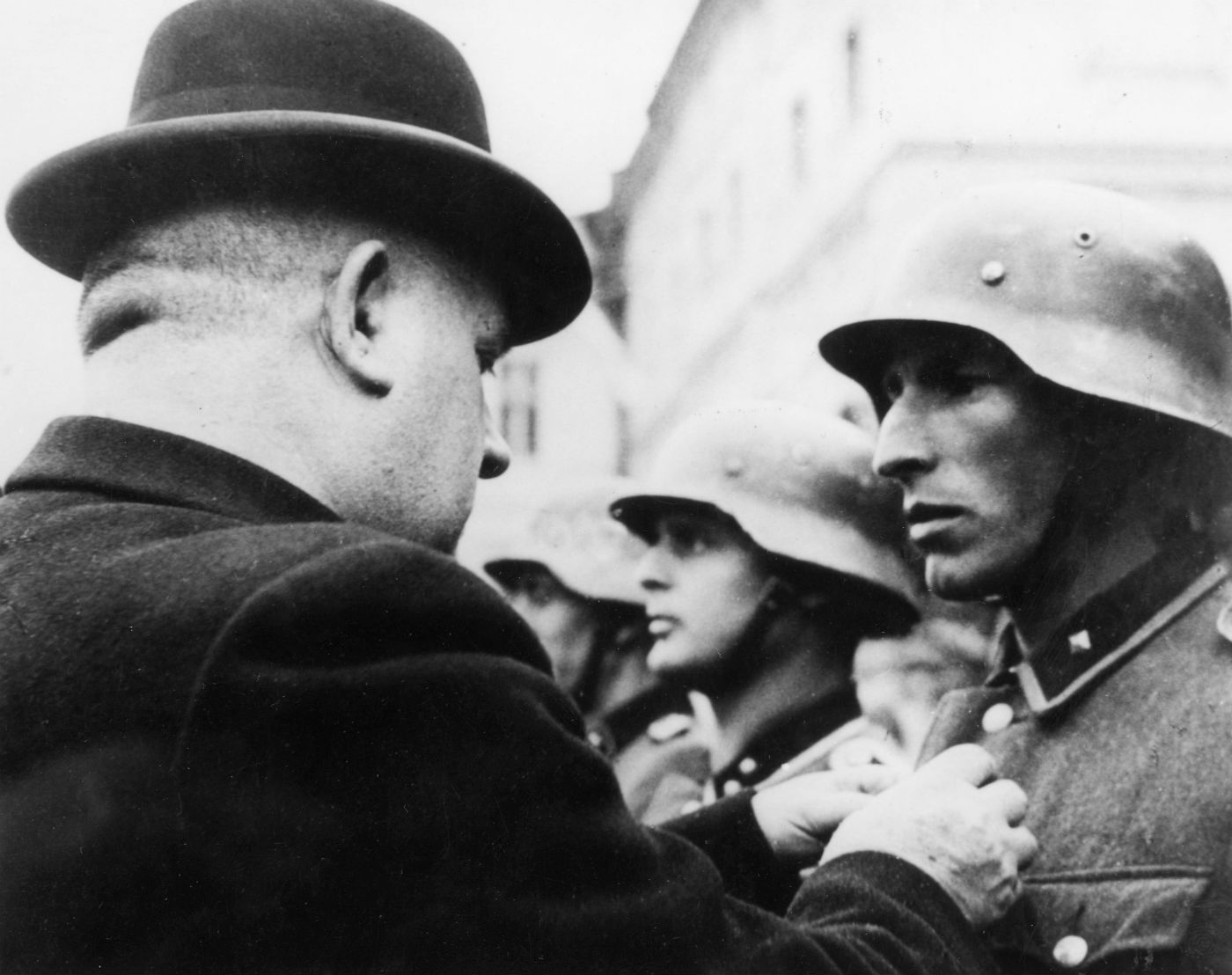
Jozef Tiso vyznamenává německé vojáky v Banské Bystrici po porážce povstání

Závěrečná německá ofenzíva s krycím názvem Zuzana, měla za úkol sevřít strategický trojúhelník Zvolen – Brezno – Banská Bystrica. Ofenzíva začala 19. října bombardováním Banské Bystrice, Liptovské Osady a letiště Tri Duby. Německé jednotky zahájily soustředěný útok ze všech stran, čítající celkem jedenáct útočných směrů. Hlavní směry byly Jelšava – Muráň – Červená Skala, Muráň – Tisovec – Brezno, Rimavská Sobota – Hnúšťa, Lučenec – Kriváň – Zvolen, Krupina – Dobrá Niva – Zvolen. Nastaly nejtěžší a nejkritičtější dny povstání, kdy se nápor okupačních jednotek rozvíjel i z jihu od Maďarska.
Dne 20. října padla Revúca a byla svolána porada Rady obrany Slovenska a Viest navrhl tři varianty řešení kritické situace. 1. Varianta : Hlavní síly soustředit na jihovýchod a navázat kontakt s postupem křídla 2. ukrajinského frontu (obsadit Slovenskou kotlinu, Muráň – Jelšavu – Tornaľu – Banrévé) 2. Varianta : Rozdělit síly do prostoru Nízkých Tater, Velké Fatry a Slovenského rudohoří a přemístit velení na Donovaly. 3. Varianta : přejít na partyzánský boj.
Dne 21. října 1944 došlo k boji německé 18. divize SS s obrněným vlakem „Masaryk“ a vítězící Němci pak obsadili Červenú Skalu a Telgárt. Poté se obrátili na západ a postupovali k Rimavské Bani a Tisovci. Následující den 22. října zahájilo levé křídlo 18. divize SS hlavní ofenzívu ve směru od Lučence na Zvolen.
Viest hlásil 22. října Ingrovi: “Situace se dále zhoršila. Jak je vidět, nepřítel zahájil generální útok k naší likvidaci. Po obsazení Revúce a Muráně včera, nepřítel velmi rychlé postoupil až k Červené Skále a zaskočil tam naši bojovou skupinu, chránící směr od Popradu. Tato nyní probíjí si cestu zpět. Ani na směru Muráně a Tisovec se nepodařilo zastavit nepřátelský útok a tak dnes k večeru byl Tisovec obsazen. Vlastní jednotky u Tisovce utrpěly značné ztráty a obchvatnými útoky nepřítele byly zcela rozprášeny.“
Generál Viest svolal na 22. října další poradu svého štábu s veliteli všech taktických skupin. Velitel rozhodl přemístit pět operačních brigád na přístupy na východ k Nízkým Tatrám a na západ k Velké Fatře. Třetí taktickou skupinu s jednotkami letectva a s bojeschopnými partyzánskými oddíly převelel na masív Polany, Veporské vrchy a Slovenské rudohoří. 

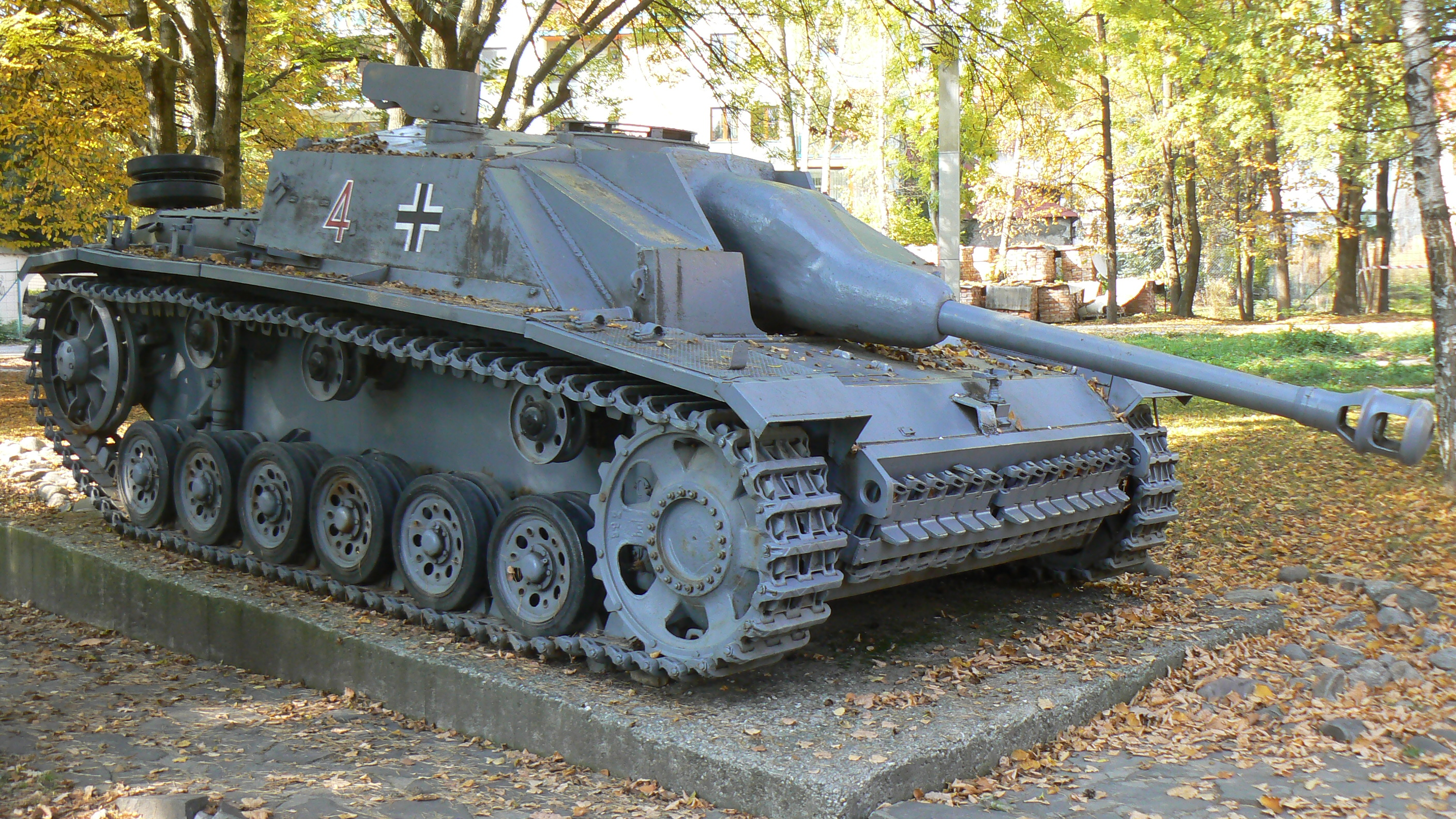
Německé útočné dělo StuG-40 na podvozku tanku Panzer III v Muzeu SNP v Banské Bystrici

Dne 25. října SS-Sturmbrigade Dirlewanger zaútočil na Biely Potok, ale po těžkých bojích byl zastaven. Německým jednotkám se podařilo obsadit důležité opěrné body a zbytek bojů měl pouze čisticí charakter. Dne 25. října ustoupila obrana u Brezna a jednotky 18. divize SS Horst Wessel dosáhla strategického bodu. Tím se otevřelo údolí Hronu a přímá cesta na Banskou Bystrici. Dne 26. října se celá obrana zhroutila a bez boje byl vyklizen Zvolen, čímž došlo k obsazení dalšího strategického perimetru. V poledních hodinách přišla na velitelství povstalecké armády telefonická výzva ze Zvolena na bezpodmínečnou kapitulaci. Generál Viest však telefon od operačního důstojníka Karla Pekníka nepřevzal a ukončit povstání a složit zbraně odmítl. Důležitá letiště Zolná a Tri Duby se ale ztrátou města dostaly do dosahu německého dělostřelectva a 1. čs. stíhací pluk musel být evakuován. Povstalci tak ztratili veškerou leteckou podporu a možnost dalšího efektivního zásobování. Obrněná 178. divize Tatra postupovala s několika lehkými i středními tanky, útočnými děly a obrněnými transportéry na Banskou Bystrici z jihu od Zvolena, z východu od Brezna a ze západu od Kremnice směrem na Kordíky. Brigáda Dirlewanger postupovala k centru povstání ze severu od Ružomberka a Liptovské Osady. K plánované obraně Banské Bystrice nezbyly žádné zálohy a tak se velitelství 1. čs. armády z tohoto důvodu ve spěchu přesunulo do Donoval. Banská Bystrica byla 26. října vyklizena a na druhý den ráno okolo šesté hodiny byla bez boje obsazena plukem SS-Schill a 18. divizí Horst Wessel. Odpoledne 27. října bylo evidentní, že obrana na Donovalech a okolí se také neudrží. Proudy ustupujících vojáků smíšené s civilisty se tlačily do hor a blízkých osad. Vojenské jednotky se rozpadaly, zavládl rozkladný chaos na všech úrovních. Generál Viest vydal svůj poslední rozkaz dezorientovanému a vyčerpanému vojsku časně ráno ze sport hotelu v Donovalech 28. října v 04:00 hodin. Tuto výzvu však většina jednotek již nemohla zachytit. Vrchní velitel povstání přijal porážku armády a vyzval všechny vojáky, kteří mají ještě morální a fyzickou sílu, aby odešli do hor a pokračovali v partyzánské válce. „Sovětská armáda vyhání z našeho území germánského vetřelce, ale především my sami musíme dokázat světu, že jsme hodni svobody a že umíme za ni i bojovat. Svobody, kterou nám vydobyli jiní, bychom nebyli hodni.“ Povstalecká armáda se jako celek rozpadla a jen malá část jejich příslušníků byla odhodlaná pokračovat dále v ozbrojeném odporu.

## Zatčení velitelů povstání

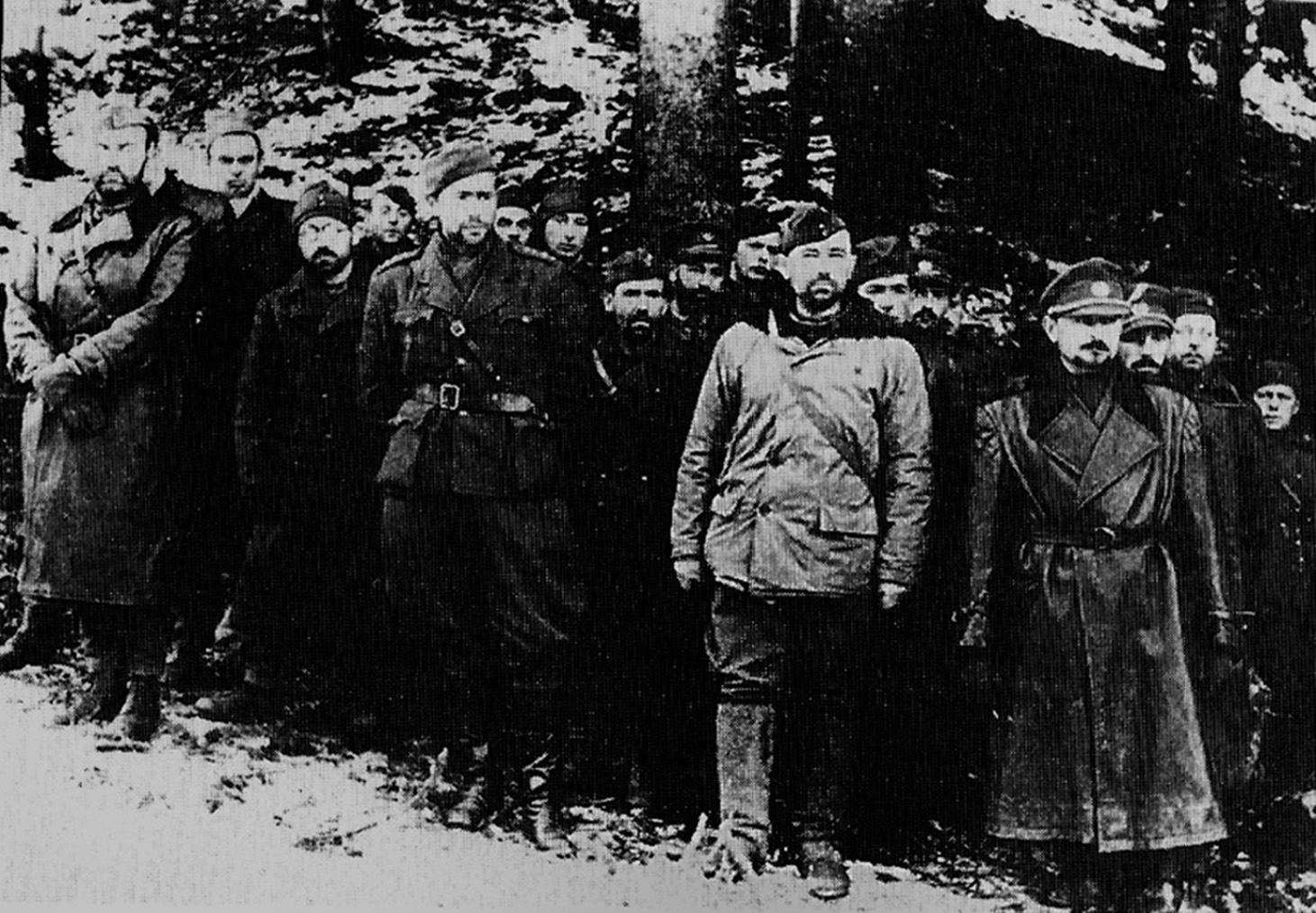
Ustupující vojáci po porážce povstání

Němci začali hned 29. října s operacemi, které měly za cíl zlikvidovat jak partyzány, tak zbytky armády. Většina jednotek umístěných na západě a jihozápadě Slovenska musela tvrdě bojovat s příslušníky Heimatschutzu, Einsatzkommandy ZbV a POHG. Vrchní velitelé čs. armády Viest a Golian se pod ochranou vysokoškolského oddílu a jejího velitele npor. Miloše Cambela přesunuli nejprve do prostoru západní části Nízkých Tater, kde pobývali až do konce října. Novým cílem měl být prostor masívu Polany, ale vzhledem k jeho obsazení Němci, mohl být alternativním štábem vrchol Veporských vrchů Klenovský Vepor. Přesun přes hory čítající mnoho kilometrů narušil, déšť, vítr a zima. Na Viesta doléhala únava, znásobená bolestmi a trombózou v noze a občas už nestačil pochodovému tempu. Při dalším přesunu směrem k Hronu byl ochranný oddíl 2. listopadu okolo deváté hodiny ráno nad Sopotnickou dolinou v prostoru kóty Litofová napaden Einsatzkommandem SS 14 a během poledne rozprášen. Operační náčelník plk. Karol Pekník byl zajat a téhož dne při pokusu o útěk zastřelen. Téhož dne v podvečer se velitelé společně s dalšími důstojníky ukryli v malé osadě v Pohronském Bukovci. Velmi prochladlí a unaveni náročným pochodem v promočených uniformách nalezli pomoc v domě lesníka Jána Babiaka. J. Farmová uvedla: „Odpočinek byl velmi potřebný. Cesta byla mimořádně namáhavá a těžko si představit, jak ji mohl absolvovat generál Viest s tak nemocnýma nohama.“
Stíhací komando SS z výslechu zajatců oddílu zjistilo, že v Pohronském Bukovci se nacházejí také velitelé povstání. Tuto část osady začali Němci na druhý den okolo šesté ráno prohledávat. Na začátku obce byly tři domy a u Rudolfa Rybáře zadržely čs. vojáka. Tomuto důstojníkovi bylo v noci špatně a není zjištěno, jak jej Němci zajali. Svědci uvádějí, že ho na dvoře Němci bili holemi, jeden ho tahal za ucho, další na něj mířil puškou. V domě Jana Babiaka zadržela hlídka SS nějakého lékaře židovského původu, kterého bila a kopala a odvedla k výslechu do Sv. Ondřeje a osadu opustilo. Po této události Babiak přesunul velitele k domu Rudolfa Rybára. Není známo zda se zbytek oddílu i s veliteli pokusili o útěk a zda to bylo možné. Až o půl třetí odpoledne přišlo opět přepadové komando a už najisto obklíčilo všechny tři domy a okolní stavení. V jedné chalupě zadrželo čtyři příslušníky armády. Mezi nimi kpt. Jaroslava Krátkého, pplk. Hynka Souhradu, npor. Michala Petra i velitele VŠO npor. Miloše Cambela. Tento úspěch však esesáky neuspokojil a tak zahájili palbu z automatů. Hlasitě vyzvali všechny osoby, aby vyšly z úkrytů, ale tato výstraha nepomohla. Velitel SS-Hauptsturmführer Jensch a SS-Sturmbannführer Róbert Piecka rozhodli, že jestli velitelé nevylezou z úkrytu, tak chalupu i stavení zapálí. Když majitel domu viděl, že to Němci s vypálením domu i stavení myslí vážně a situace je beznadějná, prozradil sám Němcům místo velitelů. Generál Viest a Golian byli v seníku a ve stodole a poslouchali, co se venku děje. Oba rozuměli německy. Němci vyšli i na půdu k seníku, kde opakovali výzvu: „Pane generále, pojďte ven, nebo budeme střílet!“ Viest pochopil beznadějnost situace a vyšel ze stodoly na dvůr, přesvědčen, že se jedná o zradu. Přepadové komando vědělo, že Viest není sám a proto opět vyšlo na půdu. Po jejich další výstraze ze seníku vyšel i Golian a esesáci neskrývali ohromnou radost nad zajetím vůdců povstání.
Velitelé byli nejdříve převezeni do Banské Bystrice, kde byli vyslýcháni společně s dalšími čs. důstojníky štábu vojenského ústředí. Poté byli převezeni do Bratislavy k nejvyššímu veliteli SS a policie na Slovensku Hermannu Höflemu. Výslechu v Bratislavě se zúčastnil také státní ministr pro Čechy a Moravu K. H. Frank, který měl o zajatce eminentní zájem a opakovaně žádal jejich převoz do Prahy. Pravděpodobně až po 10. listopadu byli převezeni autobusem do Vídně a odtud vlakem do Berlína na poslední výslechy na nejvyšším říšském bezpečnostním úřadě RSHA Heinricha Himmlera. Vězněni byli na Prinz Albert Strasse pravděpodobně až do poloviny února. Z tohoto vyšetřování se zachovaly dokumenty a jejich výpovědi. Na základě svědectví příslušníka francouzského odboje Armanda Motteta, byli generálové deportováni do koncentračního tábora Flossenbürg pro politické vězně. Armand Mottet provedl výpověď na velvyslanectví v Paříži dne 18. června 1945. Byl vedlejším spoluvězněm generála Štefana Jurecha, se kterým si na dvoře vyměňoval zprávy. Mottet dosvědčuje, že generálové a důstojníci byli po dobu pěti dnů v zimě svlečeni do naha a trýzněni hladem, což znamenalo rozsudek smrti. Osobně viděl v jeden den ze své cely č.37 popravu čtyř čs. vězňů, pravděpodobně generálů ze sousední cely č. 38 a popravu dalších šesti čs. důstojníků z cely č. 36 na dvoře věznice během března 1945.

## Boje na Polaně
V prostoru horského masivu Polany mělo velení čs. armády vybudovat hlavní základnu pro boj v horách povstaleckých jednotek a jejich velení. Přesun materiálu započal již 20. října a byl svěřen třetí taktické skupině pplk. Mikuláše Markuse. Rozkaz o přechodu na horské obranné pozice dostali 25. října od HŠPO i partyzánské jednotky, které se spolu s povstaleckou armádou podílely na frontových bojích nebo se nacházely na středním Slovensku. Do prostoru měl ustoupit oddíl Alexandra Něvského, velitele pplk. V.A. Karasjova (Stěpanova), oddíl brigády Za svobodu Slovanů, npor. Ladislava Kaliny a část 1. čs. brigády M.R. Štefánika (včetně francouzských partyzánů).
Organizovaný ústup do hor a materiální přípravu základny se však čs. armádě nepodařilo realizovat. Během 27. a 28. října nepřátelské přepadové skupiny napadly velitelství 3. taktické skupiny Gerlach na Kyslinkách-Hrochoť na Hučavě a tyto útoky povstalci jen s velkou námahou a za těžkých ztrát odrazily. Dne 26. října se zaplnily ústupové cesty vojenskými auty a ustupujícími pěšími a dělostřeleckými jednotkami. K nim se přidávaly stovky prchajících civilistů, hledající před postupujícími Němci záchranu. Neprozkoumané horské cesty a nepřipravené přechody měly katastrofální následky. Děla uvízly na úpatí hor a tím nastaly další zácpy na silnicích, které využily německé jednotky k útoku. Pěchota, která je měla krýt tento nápor nevydržela. Na úpatí Poľany hořely nejen děla a vojenské automobily, ale také všechny stavení, chaty a seníky. Velitel 2. paradesantní brigády plk. Vladimír Přikryl o tom napsal: „Byl to pohled velmi žalostný. Snad ani v tak žalostném demoralizačním stavu nebyla francouzská armáda po ústupu od Marny v roce 1940.“ Na cestu z Hriňové, do Černého Balogu umístili Němci tanky a obrněná vozidla, aby odřízly povstalcům na Poľaně ústupovou cestu na východ.
Dne 30. října divize Horst Wessel, brigáda SS Dirlewanger, pluk SS Schill a prapor SS Wildner  uzavřely celý přístup okolo masívu Poľany. Nastal krutý boj na život a na smrt, který trval až do 11. listopadu, který byl jedním z nejtěžších a nejkrvavějších dní celého slovenského povstání. V tento den se německé jednotky probojovaly přechodně až na samý vrchol masivu. Z obklíčeného prostoru se podařilo proniknout 9. listopadu do Slovenského Rudohoří asi 120 bojovníkům V.A. Karasjova. Skupině se podařilo spojit s frontou 2. ledna u Rožňavy. Během 10. listopadu se probilo několik členů oddílu Za svobodu Slovanů, který přešel bojem do prostoru Černá Lehota a masivu Kohout, kde už měla základnu partyzánská brigáda mjr. V. M. Kozlova. Zbytek brigády Alexandra Něvského se probil na západ a usadil se v Pohronském Inovci. Když napadl sníh Němci nasadili horské lyžařské oddíly, které pronásledovaly povstalce a surově zabíjely na místě chycené vojáky. Do 14. listopadu pokračovaly neustále intenzívní boje a probíhala postupná likvidace základny, když ještě v tento den padlo 17 povstalců a 378 bylo zajato. Celkem bylo na Poľaně zajato okolo 1 500 vojáků a partyzánů, ztraceno 5 děl, 24 protitankových pušek, 53 kulometů, 391 ručních zbraní, větší množství střeliva, ručních granátů a jiného materiálu. Dne 17. listopadu německý velitel Hermann Höfle do Berlína ohlásil, že organizovaný vojenský odpor povstalecké armády byl zlomený.

## Partyzánská válka
Zbylé vyčerpané vojenské jednotky, které ustoupily do hor, byly z větší části z dalších bojů vyřazeny. Vojsko trpělo nedostatkem munice, zásobami potravin a polní výbavou nezbytnou pro přežití v terénu. Většina neměla ani zimní oblečení. Mnoho partyzánů a bývalých vojáků armády při boji v horách během zimy zahynulo také hladem, vyčerpáním a nemocemi. Některé partyzánské skupiny však vedly obětavé boje s Němci prakticky celou zimu. K partyzánskému boji byla donucena 2. československá paradesantní brigáda, která se však z větší části rozptýlila mezi partyzány a část odešla domů. Velitelská a strážní rota poskytla ochranu Hlavnímu štábu partyzánských oddílů (HŠPO). Jednou ze samostatně působících partyzánských skupin byla skupina škpt. Stanislava Rejthara (První československý samostatný stíhací letecký pluk), která až do přechodu fronty v únoru 1945 operovala v blízkosti obce Horní Lehota. 
V Uhrovské dolině sídlilo do poloviny listopadu asi pět partyzánských skupin. Jedinou brigádou, která neztrácela svoje členy byla brigáda Jan Žižka I. Teodora Poly, která obdržela leteckou dodávku 19. listopadu. Německé jednotky podnikly 22. listopadu rozsáhlé útočné akce, když dobyly a vypálily osadu Omastiná u Bojnice. Brigáda Teodora Poly ztratila všechny technické prostředky, zásoby munice a potravin. Poté se spojila s brigádou Jegorova, v prosinci s oddílem Stalin A. A: Martynova a skupinou německých antifašistů Thälmann velené V. Müllerem. Vznikl tak největší odbojový vojenský útvar tzv. svaz partyzánských oddílů na Slovensku čítající více než tisíc členů a měl zaujat nový operační prostor na Moravě. Pohoří Vysokých Javorníků, Malých a Bílých Karpat však byly důsledně střeženy 14. divizí SS Galizien, 154. pěší divizí wehrmachtu a přístupové cesty hlídaly Hlinkovy gardy. Zde docházelo k tvrdým bojovým střetům a marným pokusům probít se na Moravu. V těžkých podmínkách se ocitl také oddíl Za vlast M. J. Saveljeva v Kysuckých Beskydech. V pohoří Vtáčník u Zvolena působily skupiny F. Hagary, F. Ninise, Štefana Hurnaje, které prováděly destrukce komunikací a poškodila důlní zařízení v Novákách. V oblasti Nitranské doliny od 28. listopadu byla proti partyzánům nasazena proslulá jednotka-SS Edelweiss a jednotka Oskara Dierlenwangera, která všechny skupiny rozprášila.
Partyzánské jednotky na Slovensku sice stále tvořily relativně nebezpečnou ozbrojenou sílu, avšak s marginálním vojenským významem. Byly vybaveny pouze lehkými zbraněmi a mohly tak provádět jen omezené útoky a především záškodnické akce. Hlavní štáb partyzánských oddílů sídlil na chatě v údolí potoka Lomnisté na jižní straně Nízkých Tater pod Chabencem. Partyzáni našli úkryt také ve Slovenském Rudohoří, pohoří Velké a Malé Fatry a Javorníkách. Využity byly i Kremnické a Strážovské vrchy a částečně Bílé Karpaty.
Do konce roku se partyzánům podařilo provést 72 destrukcí na železnicích a omezit tak zásobování německých vojsk na východním Slovensku. Celkový počet partyzánských jednotek není přesně znám. Ukrajinský štáb v Kyjevě registroval počátkem listopadu 8 155 příslušníků. Německé hlášení z listopadu 1944 uvádí počet 7000 přičemž 70 % pochází z SSSR. Již během září a října se však některé malé skupiny partyzánů přesunuly na východní Moravu do oblasti Javorníků a Západních Beskyd. Svoji pozitivní úlohu sehráli v dalších bojích při osvobozování území Slovenska, kdy byla jejich činnost s postupující rudou armádou a 1. československým armádním sborem koordinována ze štábu v Kyjevě.

## Německý teror

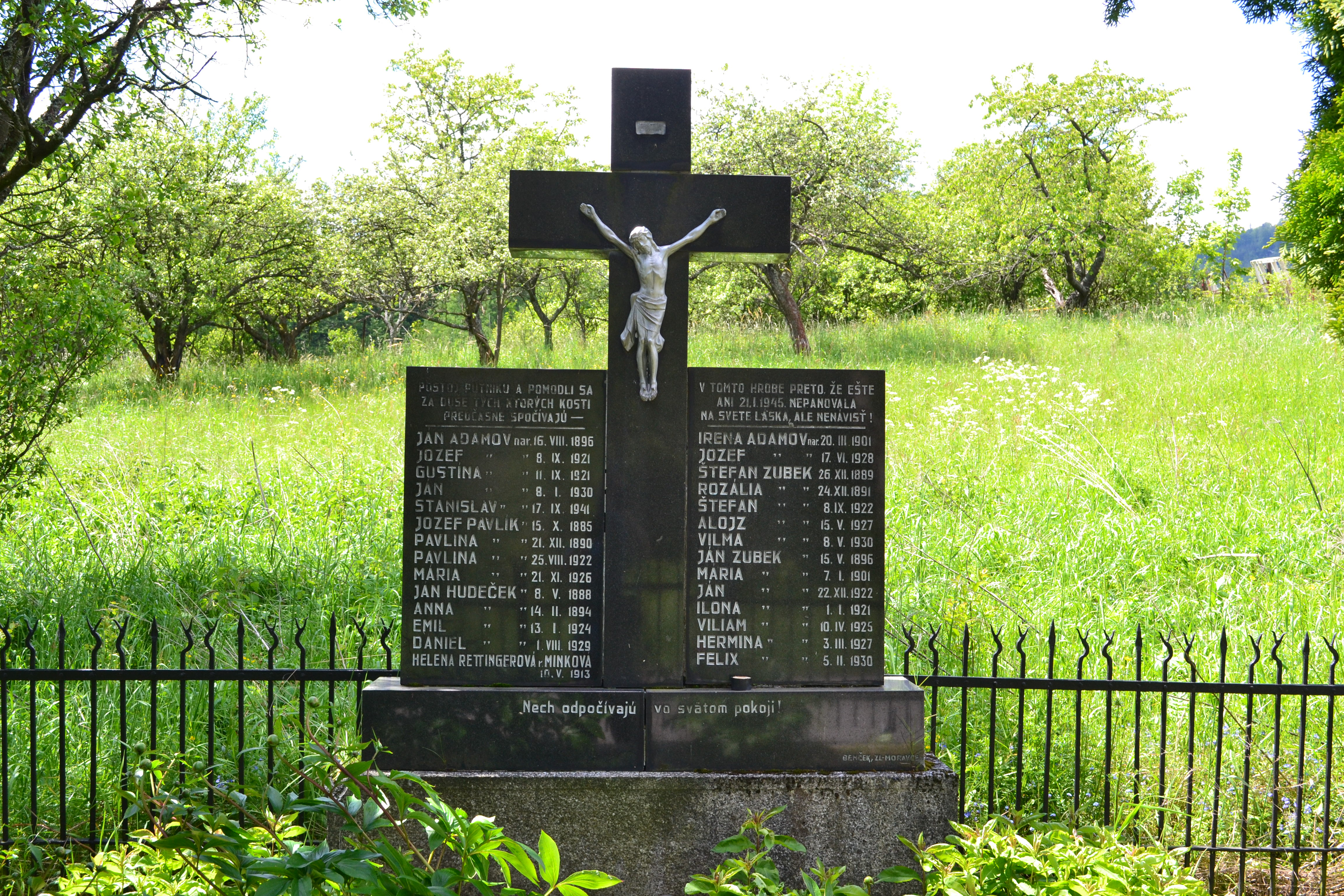
Masový hrob v Novém Kľaku, ve kterém je pohřbena část obětí masakru v Kľakovské dolině

Po porážce povstání Němci zformovali jednotku Einsatzgruppe H se sídlem v Bratislavě. Jednotka byla složena z příslušníků Sicherheitsdienstu a Sicherheitspolizei a jejím úkolem bylo pacifikovat Slovensko. Sestávala s Einsatzkommanda, Sonderkommanda a příslušníků ZbV (Zur besondere Verwendung) jednotkám zvláštního použití. Tyto německé skupiny spolupracovaly s jednotkami Heimatschutz Slowakei, Pohotovostními oddíly Hlinkovy gardy, s oddíly četnictva a Hlinkovy mládeže. Hledaly nejen povstalce a partyzány, ale zasahovaly i proti těm, kteří jim pomáhali, i když se mnohdy jednalo o pomoc domnělou. Němci rozpoutali na Slovensku teror, při kterém byli zabíjeni nejen partyzáni, ale docházelo k masakrům mnoha civilistů, včetně žen a dětí. Bilance činnosti Einsatzgruppe H je otřesná: zatčeno 12 937 osob, z nich 2 237 popraveno bez soudu a 9 505 odvlečeno do koncentračních táborů v Německu. Popravy zatčených účastníků povstání a antifašistů se k zastrašení obyvatelstva prováděly veřejně.
Německé oddíly, k nimž patřily i teroristicky proslulé SS-kommanda Edelweiss a Jagdverbande 232 Slowakei Einheit Jozef, povraždily celkem okolo 5000 osob. Na Slovensku bylo vypáleno 90 obcí a osad a po skončení války bylo odkryto 211 masových hrobů. K největším masakrům patřily popravy v Kremničce. Zde přišlo o život přibližně 745 lidí. Snad k nejotřesnějším exekucím docházelo v obci Nemecká, kde Němci prováděli exekuce v místní vápence. Lidé byli nejprve okradeni o cennosti a poté byli popraveni ranou do týlu, přičemž jejich těla padala do rozpálené pece. Ve dnech 4. až 11. ledna 1945 zde bylo zabito několik stovek osob, mezi nimiž byly i ženy, děti, osoby „rasově nevhodné“ či zajatí američtí letci, kteří předtím pomáhali povstalcům. Odhady počtu obětí v Nemecké se pohybují v rozmezí 450 až 900 lidí. Tyto německé válečné zločiny se staly jednou z nejhorších kapitol historie Slovenska za druhé světové války. Je třeba ovšem zmínit, že na masakrech, a to především na masakrech v Nemcové a Kremničce, se významnou měrou podílely Hlinkovy gardy. Zpolitizovaný proces s některými členy Hlinkovy gardy, jakož i představiteli Slovenského štátu proběhl v roce 1958. Byl o tom natočen, rovněž silně ideologicky podkreslený, dokument Nikdy viac. Historicky cenné jsou autentické výpovědi hlinkovců, přímých účastníků zmíněných masakrů.
Závěrečná zpráva Groppenführera SS C. F. von Pücklera ze dne 20. září zaslaná Himmlerovi mimo jiné uvádí:
„Boje se musely vést proti nepříteli, který měl velmi výraznou početní převahu, většinou i dělostřeleckou, všude leteckou, oproti nám měl menší počet tanků a obrněných vozidel. Nepřítel bojoval rozdílně. Zatímco jedná část slovenských branců kladla jen slabý odpor, bojovali jiní, mezi nimi přesvědčení komunisté, houževnatě a urputně až do posledního muže. Stavba postavení a krytí společně s chováním nepřítele na poli bylo výborné. Nebyly to tedy boje proti partyzánům, ale tvrdé boje proti relevantnímu soupeři.“

Závěrečná zpráva Pücklera ze dne 26. září.
„Bojujeme proti armádě, která se výborně pohybuje v terénu, má skvělé rozestavení, vyniká ve stavení zákopů a především se dokáže velmi dobře krýt, je však velmi špatně vedená a proto bez větší bojové hodnoty. Díky početným těžkým zbraním a houževnatosti několika fanatiků v nepřehledném terénu představuje přece jen vážného protivníka.„

Celkový počet obětí v bojích na povstaleckém frontě není možné přesněji vyčíslit a publikované údaje značně kolísají. Podle německých údajů, které byly zveřejněny krátce po povstání zahynulo až 5 000 povstalců, což je však podle některých historiků nadsazený počet. Během komunistického režimu byl počet padlých zredukován na 1 700. Některé střízlivější odhady se pohybují okolo tří tisících. Dalších 450 účastníků zahynulo v zajateckých táborech a 350 zůstalo nezvěstných. Na straně okupačních vojsk ztráty pravděpodobně nepřesáhly ani 1 500 mužů. Celkové důvodu neúspěchu povstání lze shrnout do tří hlavních oblastí. Politická nejednotnost přípravy, vzniku SNP. Nevýhodná strategická poloha, vojenské nedostatky a partyzánská činnost. Kvalita a zkušenost německých vojsk.

## SNP v názvech objektů a v místních názvech
- Památník SNP (Banská Bystrica)
- Most SNP (Bratislava)

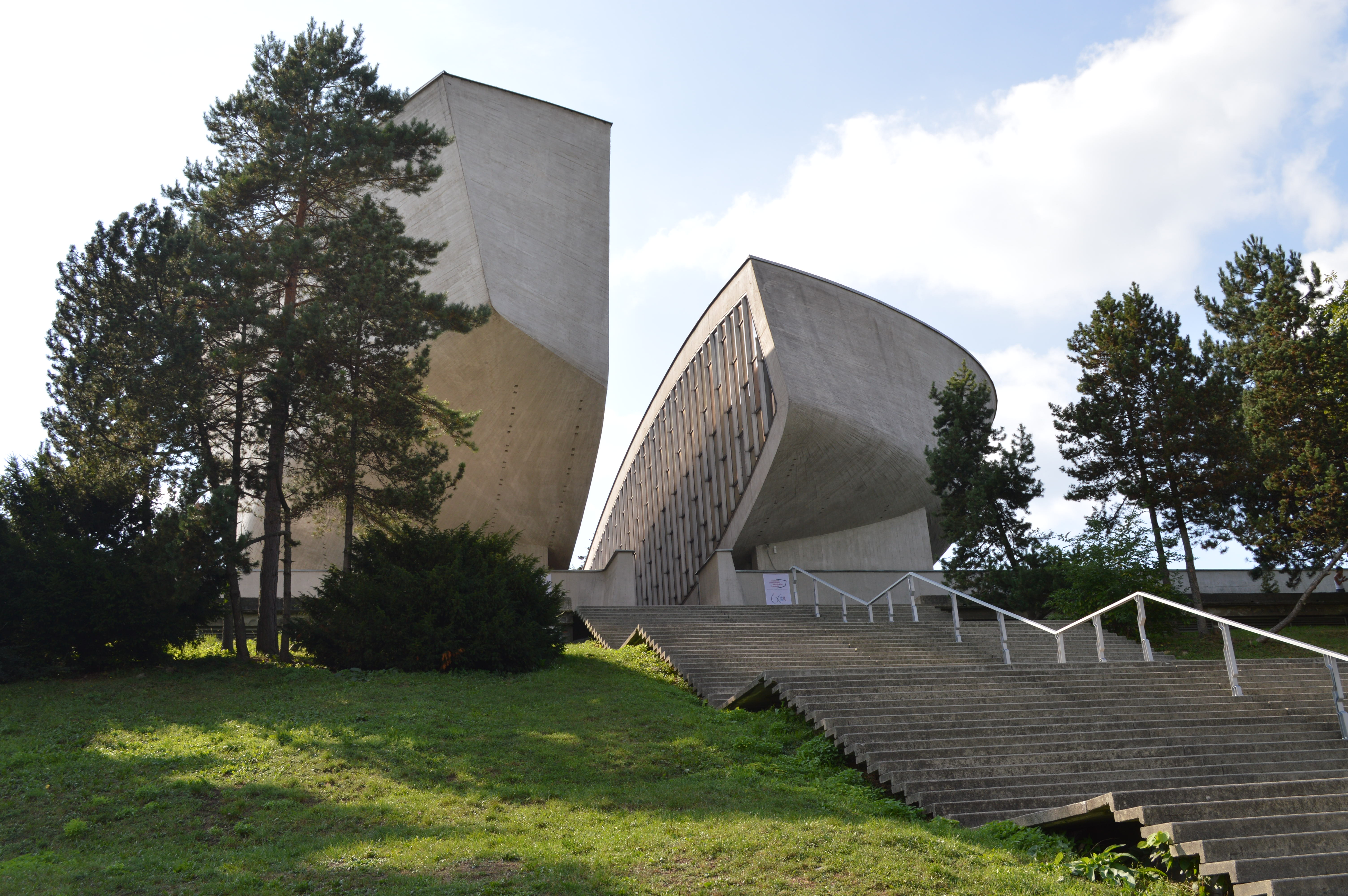
Muzeum SNP v Banské Bystrici

- Partizánske (do roku 1949 Baťovany)
- Po Janu Švermovi, komunistickém politiku a účastníku SNP, který během něj zemřel, byla během socialistické éry pojmenována vesnice Telgárt (Švermovo) nebo např. Švermova ulice v Kroměříži (po sametové revoluci přejmenována na Vrobelovu, mnohé ulice v ČR ale dosud nesou tento název, stejně jako název ulice 'SNP'). Část města Kladna nese dodnes (2020) název Švermov.